# Liste der Biografien/Loh
Liste der Biografien |
Portal Biografien |
Personensuche
# |
A |
B |
C |
D |
E |
F |
G |
H |
I |
J |
K |
L |
M |
N |
O |
P |
Q |
R |
S |
T |
U |
V |
W |
X |
Y |
Z |
?
 
La |
Lb |
Lc |
Le |
Lg |
Lh |
Li |
Lj |
Ll |
Lm |
Lo |
Lp |
Lt |
Lu |
Lv |
Lw |
Lx |
Ly |
Lz
 
Loa |
Lob |
Loc |
Lod |
Loe |
Lof |
Log |
Loh |
Loi |
Loj |
Lok |
Lol |
Lom |
Lon |
Loo |
Lop |
Loq |
Lor |
Los |
Lot |
Lou |
Lov |
Low |
Loy |
Loz
Die Liste der Biografien führt alle Personen auf, die in der deutschsprachigen Wikipedia einen Artikel haben. Dieses ist eine Teilliste mit 566 Einträgen von Personen, deren Namen mit den Buchstaben „Loh“ beginnt.

## Loh
- Loh, Christiane (1960–2003), deutsche Sängerin und christliche Liedermacherin
- Löh, Clara (* 1981), deutsche Mathematikerin und Hochschullehrerin
- Loh, Daniel (* 1995), US-amerikanisch-deutscher Basketballspieler
- Loh, Doris (1938–2021), deutsche Sängerin christlicher Musik (Sopran)
- Loh, Friedhelm (* 1946), deutscher Unternehmer
- Loh, Gabie (1964–2019), deutsche Musikerin und Sängerin
- Löh, Gerhard (* 1936), deutscher Großmeister im Fernschach
- Loh, Hannes (* 1971), deutscher Autor und Rapper
- Loh, Jan (1931–2018), deutscher Zeichner, Bonner Original
- Loh, Jens (* 1971), deutscher Jazzmusiker (Kontrabass, Komposition)
- Loh, Joachim (* 1942), deutscher UnternehmerJoachim Loh (* 1942)

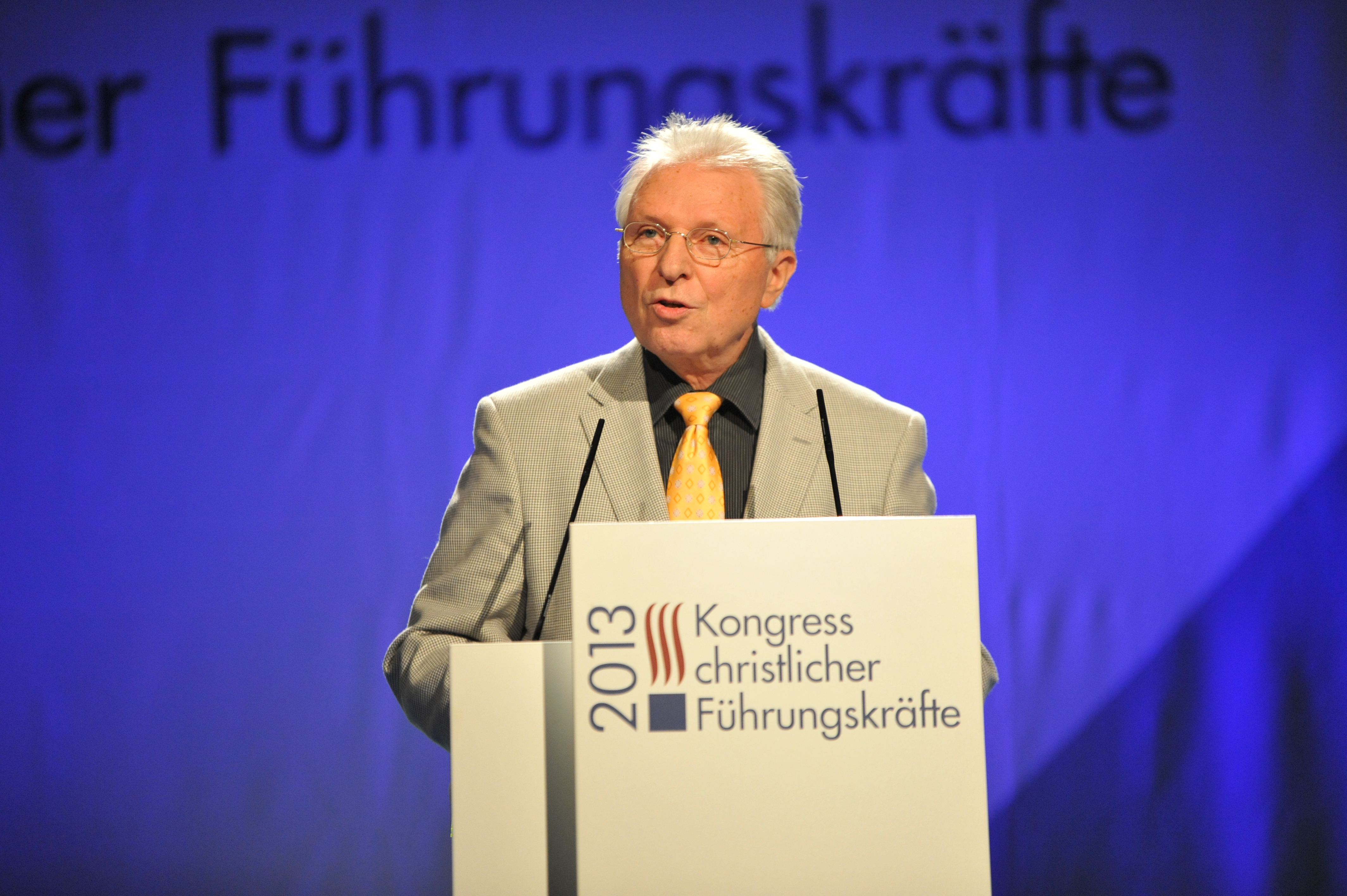
Joachim Loh (* 1942)

- Löh, Johannes (1752–1841), deutscher evangelischer Pfarrer
- Loh, John M. (* 1938), US-amerikanischer Pilot, General, Stabschef der US-Luftwaffe
- Loh, Kean Hean (* 1995), singapurischer Badmintonspieler
- Loh, Kean Yew (* 1997), singapurischer Badmintonspieler
- Loh, Maria (* 1971), kanadische Kunsthistorikerin
- Loh, Norbert (* 1952), deutscher Journalist und Buchautor
- Loh, Ronja (* 2005), deutsche Nordische Kombiniererin
- Loh, Rudolf (1913–1971), deutscher Unternehmer
- Löh, Sascha, deutscher Boulespieler
- Loh, Sea Keong (* 1986), malaysischer Straßenradrennfahrer
- Loh, Siegfried (* 1928), deutscher Fußballspieler
- Loh, Stanislaus (1879–1941), deutscher römisch-katholischer Geistlicher, Herz-Jesu-Priester und Märtyrer
- Loh, Wei Sheng (* 1992), malaysischer Badmintonspieler

### Loha
- Lohage, Franz Anton (1815–1872), deutscher Chemiker und Erfinder
- Lohagen, Ernst (1897–1971), deutscher Politiker (KPD, SED), MdR, MdV
- Lohalith, Anjelina (* 1993), südsudanesische Leichtathletin
- Lohan, Aliana (* 1993), US-amerikanische Popsängerin und Schauspielerin
- Lohan, Dakota (* 1996), US-amerikanisches Model
- Lohan, Lindsay (* 1986), US-amerikanische Schauspielerin und Pop-SängerinLindsay Lohan (* 1986)

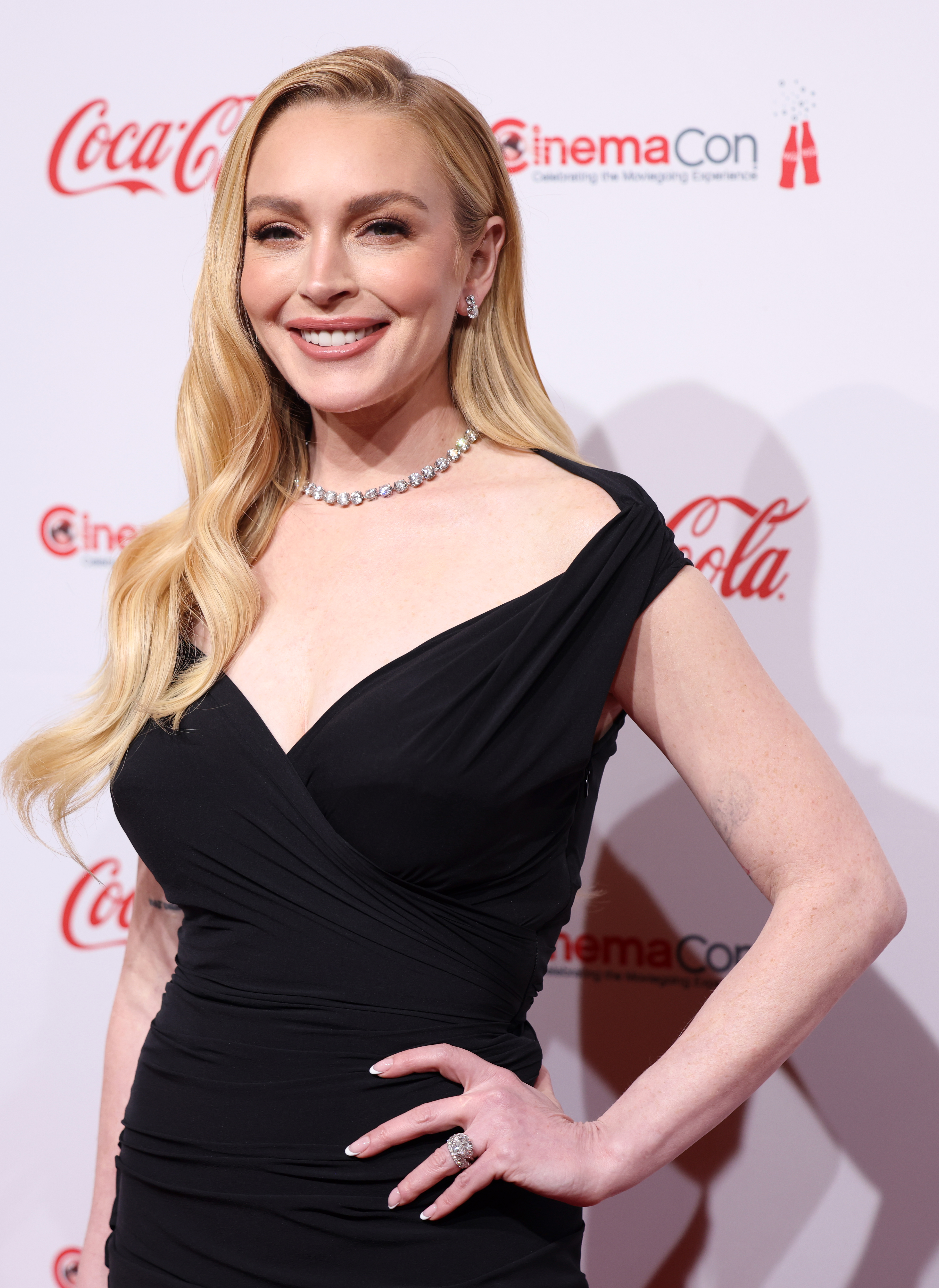
Lindsay Lohan (* 1986)

- Lohan, Robert (1884–1953), österreichisch-US-amerikanischer Literaturhistoriker, Regisseur und Schriftsteller
- Lohan, Sinéad (* 1995), irische Tennisspielerin
- Lohar, Alam (1928–1979), pakistanischer Punjabi-Volksmusiksänger
- Lohar, Arif (* 1966), pakistanischer Volkssänger
- Lohar, Kayadu (* 2000), indische Schauspielerin
- Lohau, Isabel (* 1992), deutsche Badmintonspielerin
- Lohaus, Bernd (1926–1991), deutscher Kulturfunktionär, Bundessekretär des KB
- Lohaus, Bernd (1940–2010), deutscher zeitgenössischer Bildhauer, Maler und Zeichner
- Lohaus, Brad (* 1964), US-amerikanischer Basketballspieler
- Lohaus, Stefanie (* 1978), deutsche Journalistin und Kulturwissenschaftlerin
- Lohausen, Raymund (1897–1948), deutscher römisch-katholischer Geistlicher, Zisterzienser, Widerstandskämpfer und Opfer des Nationalsozialismus

### Lohb
- Lohbauer, Christian (* 1967), brasilianischer Politikwissenschaftler, Hochschullehrer und Politiker
- Lohbauer, Hilde (* 1918), deutsche Arbeitsdienstführerin, Funktionshäftling im KZ Auschwitz-Birkenau und dem KZ Bergen-BelsenHilde Lohbauer (* 1918)

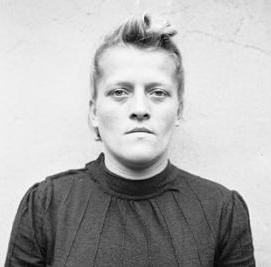
Hilde Lohbauer (* 1918)

- Lohbauer, Karl Philipp (1777–1809), Hauptmann, Schriftsteller und Dichter
- Lohbauer, Rudolf (1802–1873), deutscher Publizist, Militärtheoretiker und Maler
- Lohbeck, Emil (1905–1944), deutscher Basketballspieler
- Lohbeck, Hans (1909–1974), deutscher Maler, Glas- und Mosaikkünstler
- Lohbeck, Wolfgang (* 1944), deutscher Architekt und Greenpeace-Aktivist
- Lohberg, Michael (1950–2011), deutscher Schwimmtrainer
- Lohberg-Schulz, Birgit (* 1965), deutsche Schwimmerin
- Lohberger, Hans (1920–1979), österreichischer Schriftsteller
- Lohberger, Kurt (1914–2008), deutscher Militär und Vorsitzender der GST

### Lohd
- Lohde, Carola (1889–1961), deutsche Politikerin
- Lohde, Clarissa (1836–1915), deutsche Schriftstellerin
- Lohde, Georg Otto Ferdinand (1770–1851), erster Bürgermeister der Stadt Hildesheim nach Vereinigung von Alt- und Neustadt
- Lohde, Ludwig (1806–1875), deutscher Architekt und Bauforscher
- Lohde, Max (1845–1868), deutscher Maler
- Lohde, Sigurd (1899–1977), deutscher Schauspieler
- Løhde, Sophie (* 1983), dänische Politikerin der Partei Venstre und in der Regierung Lars Løkke Rasmussen II Ministerin für Gesundheit und Senioren
- Lohde, Wilhelm Theodor († 1873), deutscher Verleger in Westpreußen
- Löhden, Jannik (* 1989), deutscher Fußballspieler

### Lohe
- Lohe, Dietrich vam, deutscher Buchbinder und Chronist
- Löhe, Frederic (* 1988), deutscher Fußballtorhüter
- Löhe, Heinrich (1877–1961), deutscher Dermatologe und Hochschullehrer
- Lohe, Heinrich Andreas (1648–1713), deutscher Maler
- Lohe, Heinrich Matthäus (1675–1762), deutscher Maler
- Löhe, Jean (1901–1990), deutscher Opernsänger (Lyrischer Tenor)
- Lohe, Joachim von, deutscher Fischer und Gastwirt
- Lohe, Johannes (1681–1737), Bürgermeister von Elberfeld
- Löhe, Klaus (1944–2015), deutscher Politiker (SPD) und Jugendstaatssekretär
- Löhe, Wilhelm (1808–1872), deutscher evangelischer Theologe, Autor und Gründer einer Missionsgesellschaft und DiakonissenhausesWilhelm Löhe (1808–1872)

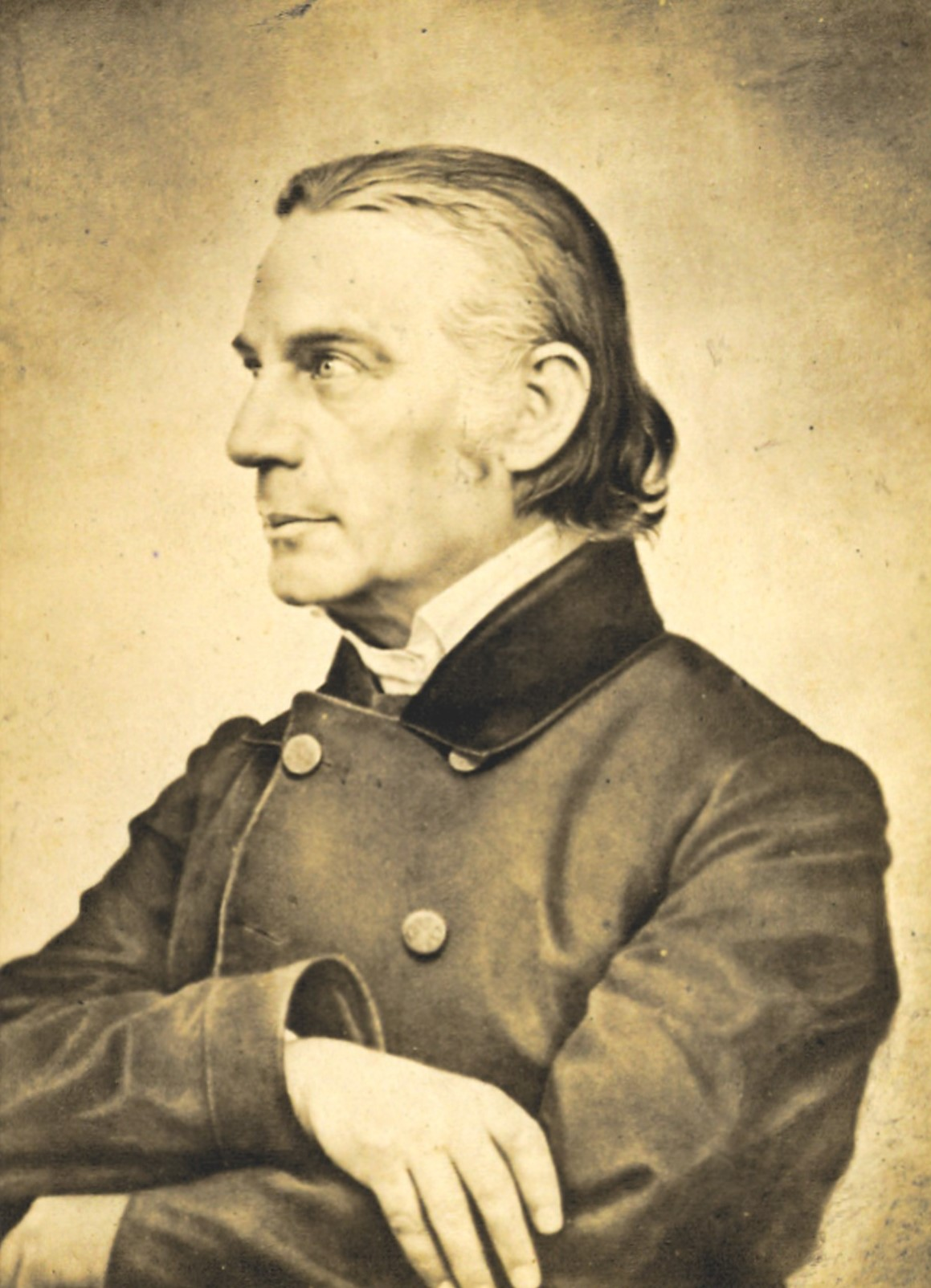
Wilhelm Löhe (1808–1872)

- Löhe, Wunibald (1869–1945), deutscher Verwaltungsjurist und Bezirksoberamtmann
- Lohei, Fabio (* 2005), luxemburgischer Fußballspieler
- Lohelius, Jan (1549–1622), Abt des Klosters Strahov und Erzbischof von Prag
- Lohendal, Johann Heinrich Lobeman von (1671–1746), holstein-gottorfischer General
- Lohenschiold, Otto Christian von (1720–1761), deutscher Hochschullehrer, Professor für Geschichte an der Universität Tübingen
- Lohenstein, Daniel Casper von (1635–1683), deutscher Dichter des Barock und einer der Hauptvertreter der Zweiten Schlesischen DichterschuleDaniel Casper von Lohenstein (1635–1683)

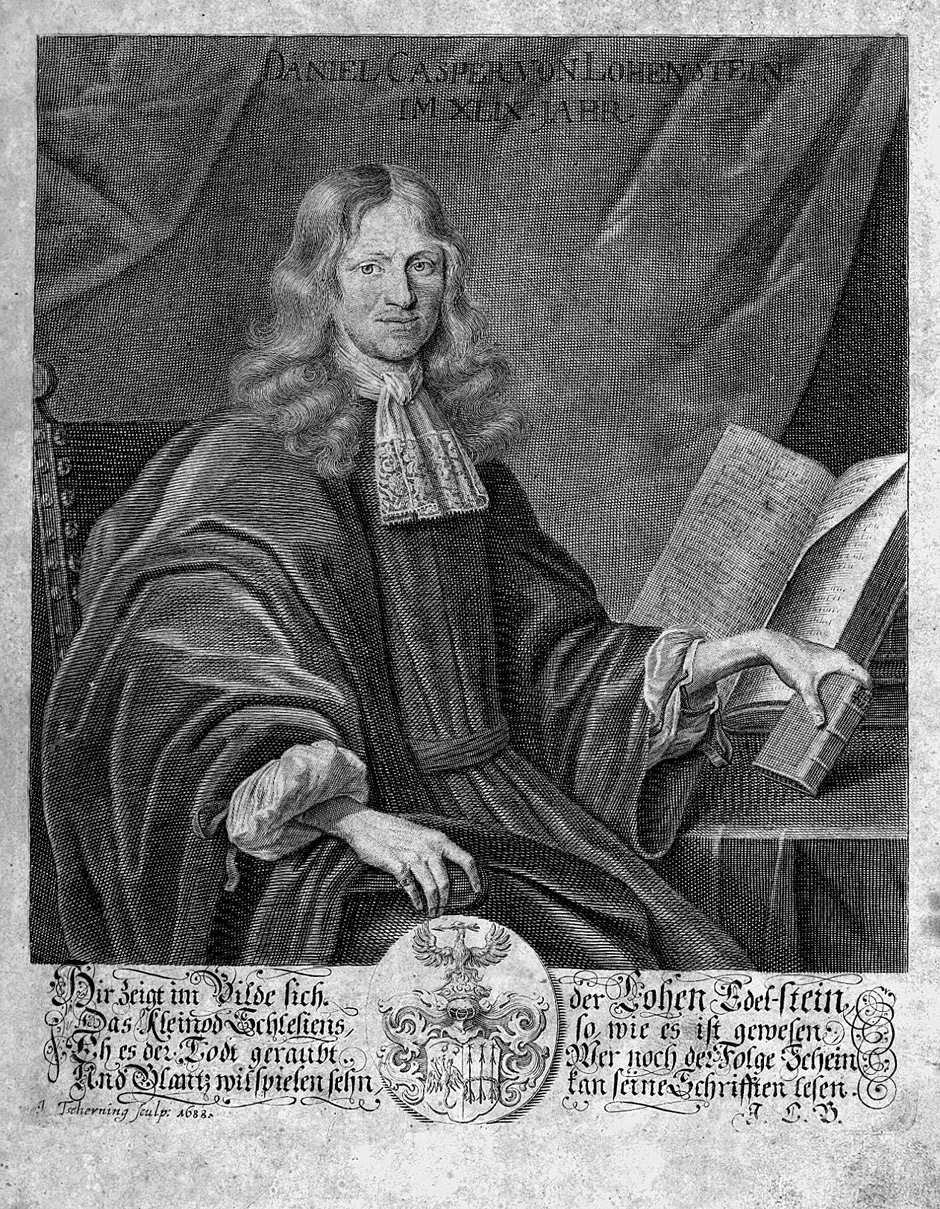
Daniel Casper von Lohenstein (1635–1683)

- Loher, Dea (* 1964), deutsche Dramatikerin und Prosaautorin
- Loher, Dietrich († 1554), Kartäuser, Prior, Theologe, Mystiker
- Löher, Franz von (1818–1892), deutscher Politiker, Historiker und Archivar
- Loher, Gottfried (1914–1995), deutscher Landwirt und Politiker (BP), MdL Bayern
- Löher, Hermann (1595–1678), deutscher Bürgermeister, Stadtrat und Schöffe
- Loher, Joseph (1907–2002), deutscher Maler
- Loher, Katja (* 1979), Schweizer bildende Künstlerin
- Löher, Paul (1924–1995), deutscher Politiker (CDU), MdB
- Loher, Silvan (* 1986), Schweizer Komponist
- Loher-Schmeck, Gretel (1907–2003), deutsche Künstlerin
- Lohest, Cassian (1894–1951), belgischer Politiker
- Lohet, Simon, franko-flämischer Komponist und Organist der Renaissance

### Lohf
- Lohf, Tobias (* 1990), deutscher Kameramann und Filmproduzent
- Lohfeyer, Rosa (* 1956), österreichische AHS-Lehrerin, Politikerin (SPÖ) und Abgeordnete zum Nationalrat
- Lohff, Brigitte (* 1945), deutsche Medizin- und Wissenschaftshistorikerin
- Lohff, Dietrich (1941–2016), deutscher Komponist
- Lohff, Wenzel (1925–2016), deutscher evangelisch-lutherischer Theologe
- Lohfing, Max (1870–1953), deutscher Opernsänger
- Lohfink, Gerhard (1934–2024), deutscher katholischer Theologe und Hochschullehrer
- Lohfink, Gina-Lisa (* 1986), deutsche MedienpersönlichkeitGina-Lisa Lohfink (* 1986)

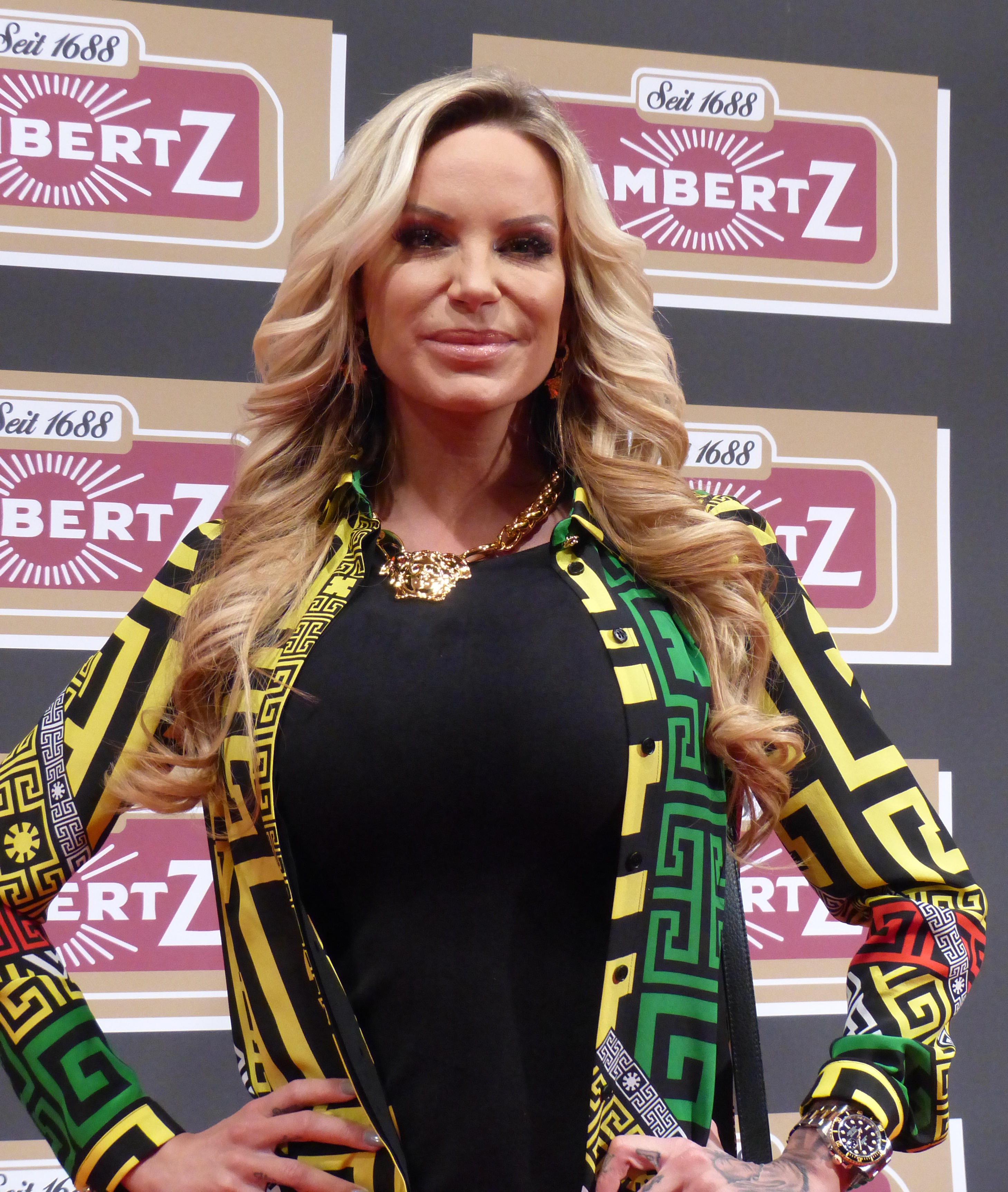
Gina-Lisa Lohfink (* 1986)

- Lohfink, Ingeborg (1931–2021), deutsche Schriftstellerin
- Lohfink, Klaus (* 1938), deutscher Jazz-Posaunist, Hornist und Saxophonist
- Lohfink, Norbert (1928–2024), deutscher Jesuit und Alttestamentler

### Lohi
- Lohia, Sri Prakash (* 1952), indisch-indonesischer Unternehmer
- Lohisch, Arzjom (* 1990), belarussischer Mittel- und Langstreckenläufer

### Lohk
- Lohkamp, Christiane (1941–2022), deutsche Architektin, Vorsitzende der Deutschen Huntington-Hilfe e. V. (DHH) und der International Huntington Association (IHA)
- Lohkamp, Emil (1902–1993), deutscher Schauspieler und Hörspielsprecher
- Lohkamp, Roland (* 1944), deutscher Diplomat
- Lohkemper, Felix (* 1995), deutscher Fußballspieler
- Löhken, Sylvia C. (* 1965), deutsche Sachbuchautorin, Dozentin und Vortragsrednerin

### Lohl
- Lohl, Heinrich (1901–1973), deutscher SS-Funktionär
- Löhle, Erwin (* 1949), deutscher Mediziner
- Löhle, Karl (1903–1957), deutscher Politiker (SPD)
- Löhle, Philipp (* 1978), deutscher Dramatiker und Theaterregisseur
- Löhlein, Georg Simon (1725–1781), deutscher Violinist, Pianist, Komponist und Musikpädagoge in Jena, Leipzig und Danzig
- Löhlein, Heinrich (1871–1960), deutscher Vizeadmiral in der Weimarer Republik
- Löhlein, Henning (* 1965), deutscher Illustrator
- Löhlein, Herbert Andreas (1900–1987), deutscher Autor, Journalist und Astrologe
- Löhlein, Hermann (1847–1901), deutscher Gynäkologe
- Löhlein, Ludwig (1898–1967), deutscher Ziegeleibesitzer
- Löhlein, Ludwig Wilhelm (1837–1892), badischer Regierungsrat, Gefängnisdirektor und Offizier sowie Schriftsteller
- Löhlein, Walther (1882–1954), deutscher Ophthalmologe und Hochschullehrer
- Lohlker, Rüdiger (* 1959), österreichischer Islamwissenschaftler

### Lohm
- Lohman, Alison (* 1979), US-amerikanische SchauspielerinAlison Lohman (* 1979)

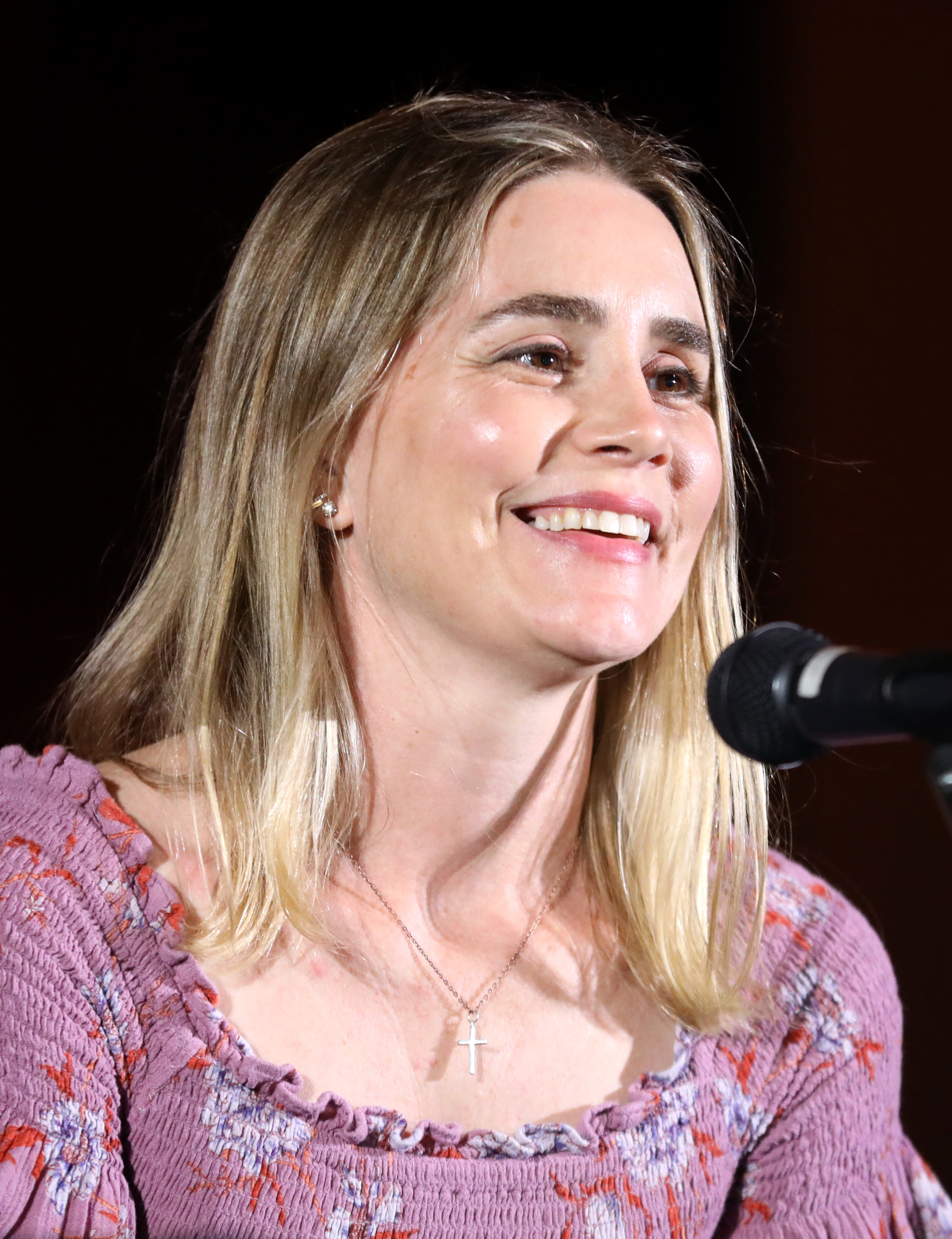
Alison Lohman (* 1979)

- Lohman, Augie (1911–1989), US-amerikanischer Spezialeffektkünstler
- Lohman, Dirk (1730–1814), deutscher Orgelbauer
- Lohman, Joanna (* 1982), US-amerikanische Fußballspielerin
- Lohman, Maurits Adriaan de Savornin (1832–1899), niederländischer Jurist und Kolonialbeamter
- Lohmann, Adolf (1892–1962), Bergwerksdirektor
- Lohmann, Adolf (1907–1983), deutscher Musikpädagoge und Kirchenliedkomponist
- Lohmann, Adolf W. (1926–2013), deutscher Physiker
- Lohmann, Albert (1899–1957), deutscher Redakteur und Politiker (SPD)
- Lohmann, Alexander (* 1968), deutscher Autor
- Lohmann, Alfred (1870–1919), deutscher Kaufmann in Bremen
- Lohmann, Bernhard (1830–1886), deutscher evangelisch-lutherischer Militärgeistlicher und Konsistorialrat
- Lohmann, Dieter (1927–2023), deutscher Internist
- Lohmann, Dieter (* 1938), deutscher Klassischer Philologe
- Lohmann, Dietrich (1943–1997), deutscher Kameramann
- Lohmann, Elisa (* 1998), deutsche Volleyballspielerin
- Lohmann, Else (1897–1984), deutsche Künstlerin
- Lohmann, Ernst (1860–1936), deutscher evangelischer Geistlicher, Gründer des Deutschen Hilfsbunds für christliches Liebeswerk im Orient sowie des Missionshauses Malche
- Lohmann, Ernst (1863–1941), deutscher Jurist
- Lohmann, Eva (* 1981), deutsche Autorin
- Lohmann, Friederike (1749–1811), deutsche Schriftstellerin
- Lohmann, Friedrich (1755–1824), deutscher Kaufmann, Begründer der Wittener Stahlindustrie
- Lohmann, Friedrich (1869–1956), deutscher Jurist
- Lohmann, Friedrich (1929–2009), deutscher Jurist und Vorsitzender Richter am Bundesgerichtshof
- Lohmann, Friedrich (* 1964), deutscher evangelischer Theologe
- Lohmann, Friedrich Wilhelm (1875–1952), deutscher römisch-katholischer Theologe und Kirchenhistoriker
- Lohmann, Georg (1948–2021), deutscher Philosoph
- Lohmann, George (1865–1901), englischer Cricketspieler
- Lohmann, Gerrit (* 1965), deutscher Klimaforscher
- Lohmann, Götz-Peter (* 1942), deutscher Politiker (SPD), MdB
- Lohmann, Günther (1895–1978), deutscher Generalleutnant der Luftwaffe der Wehrmacht während des Zweiten Weltkriegs
- Lohmann, Gustav (1876–1967), deutscher evangelischer Pfarrer und Kirchenliederdichter
- Lohmann, Hanns (* 1967), deutscher Journalist
- Lohmann, Hans (1863–1934), deutscher Zoologe und Hochschullehrer
- Lohmann, Hans (* 1930), deutscher Fußballspieler
- Lohmann, Hans (1947–2023), deutscher Klassischer Archäologe
- Lohmann, Hans-Martin (1944–2014), deutscher Publizist und Herausgeber
- Lohmann, Hartwig, deutscher Schreiber, Arzt und Laientheologe
- Löhmann, Heinrich (* 1961), deutscher Politiker (AfD), MdBB
- Lohmann, Heinz (1934–2001), deutscher Organist, Komponist und Herausgeber
- Lohmann, Heinz (* 1948), deutscher Gesundheitsunternehmensberater
- Lohmann, Helene (1784–1866), Wittener Unternehmerin und Frauenrechtlerin
- Lohmann, Henning, deutscher Soziologe
- Lohmann, Ilse, deutsche Tischtennisspielerin
- Lohmann, Ilse (* 1960), deutsche Juristin, Richterin am Bundesgerichtshof
- Lohmann, Ingrid (* 1953), deutsche Erziehungswissenschaftlerin und Hochschullehrerin
- Lohmann, Jacob (* 1974), dänischer SchauspielerJacob Lohmann (* 1974)

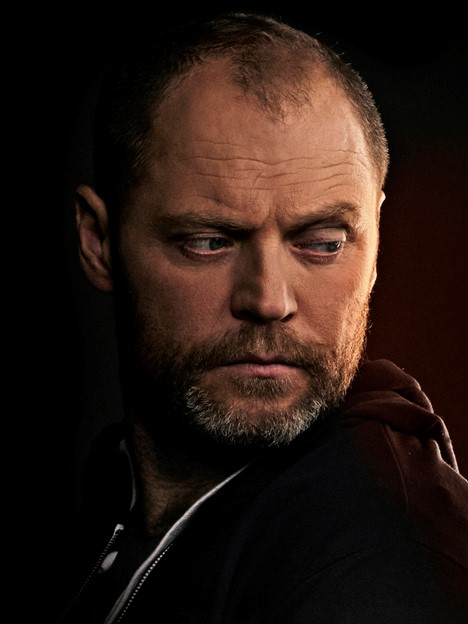
Jacob Lohmann (* 1974)

- Lohmann, Jens (* 1966), deutscher Violinist
- Lohmann, Jesper (* 1960), dänischer Schauspieler
- Lohmann, Joachim (* 1935), deutscher Politiker (SPD)
- Lohmann, Johann Georg (1830–1892), deutscher Kaufmann; Direktor des Norddeutschen Lloyd
- Lohmann, Johann Georg (1897–1975), deutscher Politiker (FDP), MdBB
- Löhmann, Johann Heinrich (1830–1908), deutscher Hauptlehrer, Kantor und Organist
- Lohmann, Johanne (1902–2000), deutsche Politikerin (FDP), MdBB
- Lohmann, Johannes (1895–1983), deutscher Indogermanist
- Lohmann, Joseph (1799–1858), deutscher Richter und Parlamentarier
- Lohmann, Julia (* 1951), deutsche Malerin und Bildhauerin
- Lohmann, Juliana (* 1989), brasilianische Schauspielerin, Model
- Lohmann, Karl (1866–1946), deutscher Politiker (DNVP), MdR
- Lohmann, Karl (1878–1945), evangelischer Geistlicher
- Lohmann, Karl (1898–1978), deutscher Biochemiker
- Lohmann, Karl (* 1939), deutscher Wirtschaftswissenschaftler
- Lohmann, Katie (* 1980), US-amerikanische Schauspielerin, Model und Playmate
- Lohmann, Klaus, deutscher Offizier
- Lohmann, Klaus (* 1936), deutscher Politiker (SPD), MdB
- Lohmann, Lars (* 1947), dänischer Schauspieler
- Lohmann, Lisa (* 2000), deutsche Skilangläuferin
- Lohmann, Lise Lotte (* 1956), dänische Schauspielerin
- Lohmann, Ludger (* 1954), deutscher Organist und Hochschullehrer
- Lohmann, Manuel (* 1988), deutscher Beachvolleyballspieler
- Lohmann, Martin (1901–1993), deutscher Betriebswirtschaftler
- Lohmann, Martin (* 1957), deutscher Publizist und JournalistMartin Lohmann (* 1957)

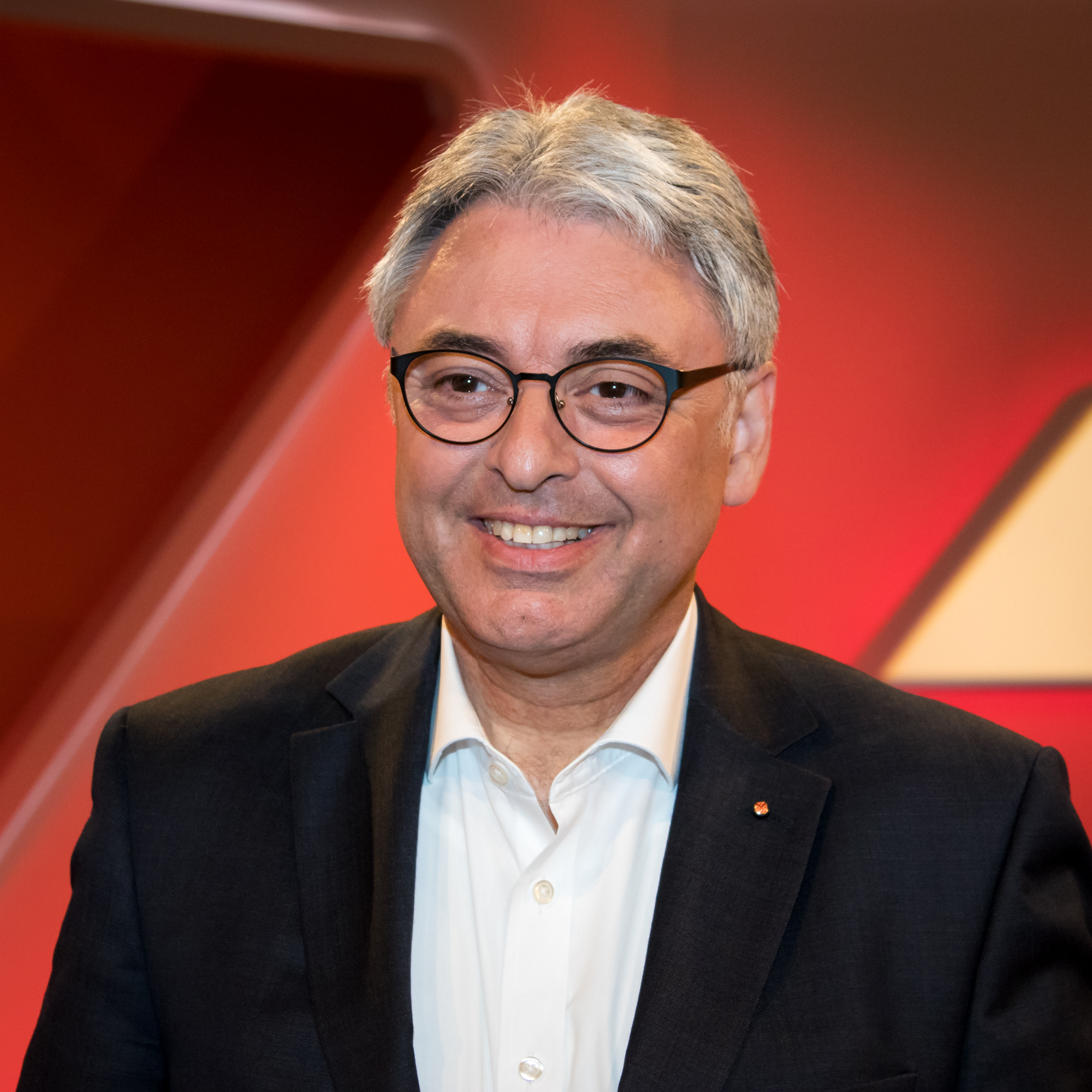
Martin Lohmann (* 1957)

- Lohmann, Melinda Florina (* 1985), Schweizer Juristin und Professorin
- Lohmann, Mona (* 1992), deutsche Fußballspielerin
- Löhmann, Otto (1908–1978), deutscher Bibliothekar
- Lohmann, Otto Josef (1838–1916), deutscher römisch-katholischer Geistlicher
- Lohmann, Paul (1894–1981), deutscher Konzert- und Oratoriensänger (Bariton) und Gesangspädagoge
- Lohmann, Paul (1902–1953), deutscher Politiker (SPD), MdL
- Lohmann, Paul (1926–1995), US-amerikanischer Kameramann
- Löhmann, Peter, deutsch-schweizerischer Comedian, Moderator, Unterhaltungs- und Zauberkünstler
- Lohmann, Peter (* 1950), deutscher Verleger
- Lohmann, Polly (* 1987), deutsche Klassische Archäologin
- Lohmann, Rainer, deutscher Umweltchemiker
- Löhmann, Richard (1845–1913), deutscher Jurist und Politiker, MdHB
- Lohmann, Richard (1881–1935), deutscher Lehrer, Journalist und Politiker (SPD), MdL
- Lohmann, Rolf (* 1963), deutscher Geistlicher, römisch-katholischer Weihbischof in Münster
- Lohmann, Rudolf (1891–1967), deutscher Unternehmer und Arbeitgebervertreter
- Lohmann, Sandro (* 1991), deutscher Schauspieler
- Lohmann, Sven (* 1974), deutscher Journalist und Korrespondent
- Lohmann, Sydney (* 2000), deutsche FußballspielerinSydney Lohmann (* 2000)

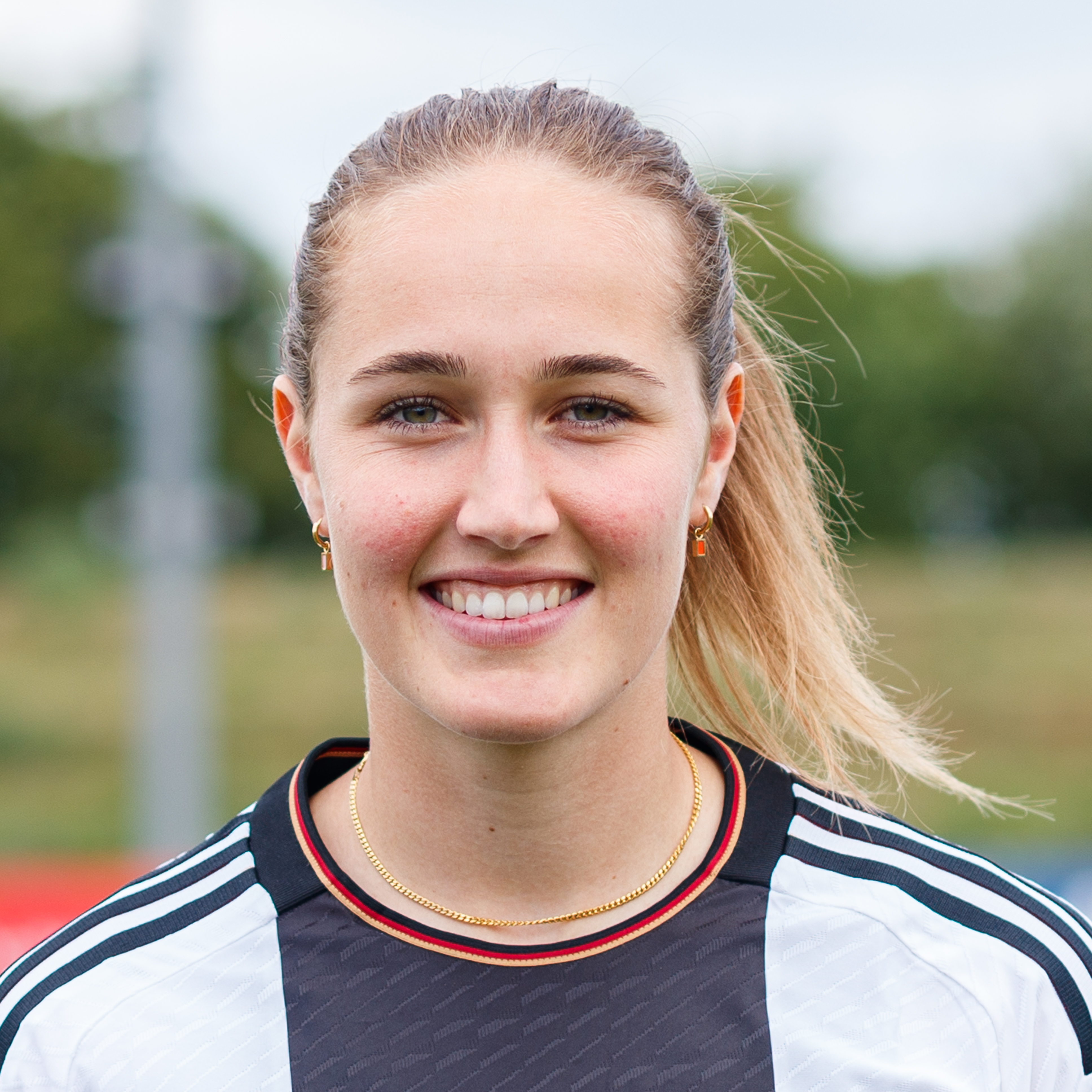
Sydney Lohmann (* 2000)

- Lohmann, Theodor (1831–1905), deutscher Verwaltungsjurist und Sozialreformer
- Lohmann, Ulla (* 1977), deutsche Fotojournalistin und Dokumentarfilmerin
- Lohmann, Ulrike (* 1966), deutsche Klimaforscherin und Hochschullehrerin
- Lohmann, Ursula (* 1949), deutsche Politikerin (SPD), MdHB, Kunstsammlerin
- Lohmann, Uwe (* 1959), deutscher Politiker (SPD)
- Lohmann, Walter (1861–1947), deutscher Jurist und Politiker (DVP)
- Lohmann, Walter (1878–1930), deutscher Kapitän zur See
- Lohmann, Walter (1891–1955), deutscher Vizeadmiral
- Lohmann, Walter (1911–1993), deutscher Radrennfahrer
- Lohmann, Walter (1927–1996), deutscher Gewerkschafter und Politiker (SPD), MdHB
- Lohmann, Wilhelm († 1822), deutscher Verlagsbuchhändler, Schriftsteller und Übersetzer
- Lohmann, Willy (1883–1945), deutscher Politiker (DDP), MdL und Beamter der Schulverwaltung
- Lohmann, Wolfgang (1930–2011), deutscher Sportwissenschaftler, Hochschullehrer
- Lohmann, Wolfgang (* 1935), deutscher Politiker (CDU), MdB
- Lohmann, Wolfgang (* 1957), deutscher Polizist, ehemaliger Vizepräsident der deutschen Bundespolizei
- Löhmannsröben, Hans-Gerd (* 1955), deutscher Physiko-Chemiker und Professor an der Universität Potsdam
- Löhmannsröben, Jan (* 1991), deutscher FußballspielerJan Löhmannsröben (* 1991)

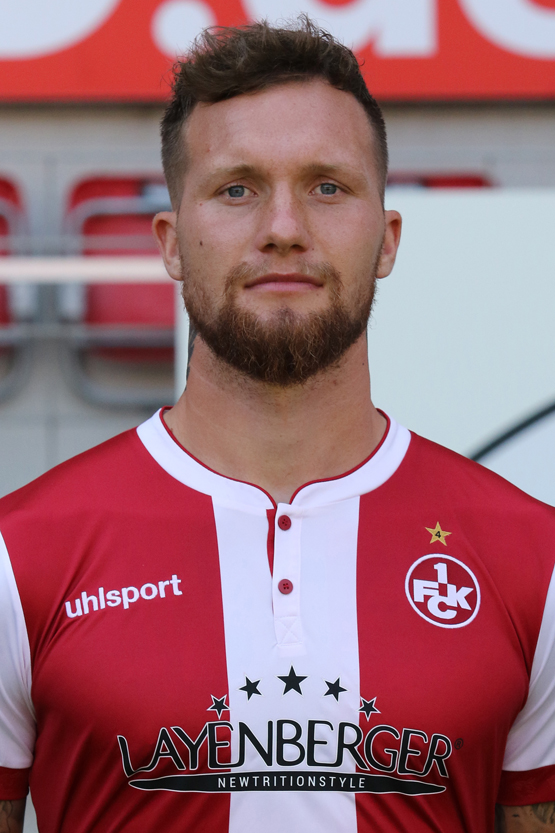
Jan Löhmannsröben (* 1991)

- Lohmar, Dieter (* 1955), deutscher Philosoph
- Lohmar, Heinz (1900–1976), deutscher Maler und Grafiker
- Lohmar, Leni (1914–2006), deutsche Schwimmerin
- Lohmar, Paul (1872–1946), deutscher Verbandsfunktionär
- Lohmar, Ulrich (1928–1991), deutscher Politikwissenschaftler und Politiker (SPD), MdB
- Lohmeier, Dieter (* 1940), deutscher Literaturwissenschaftler und Bibliothekar
- Lohmeier, Eusebius (1897–1949), deutscher römisch-katholischer Ordensmann, Missionar und Märtyrer
- Lohmeier, Georg (1926–2015), deutscher Schriftsteller, Dramatiker, Regisseur und SchauspielerGeorg Lohmeier (1926–2015)

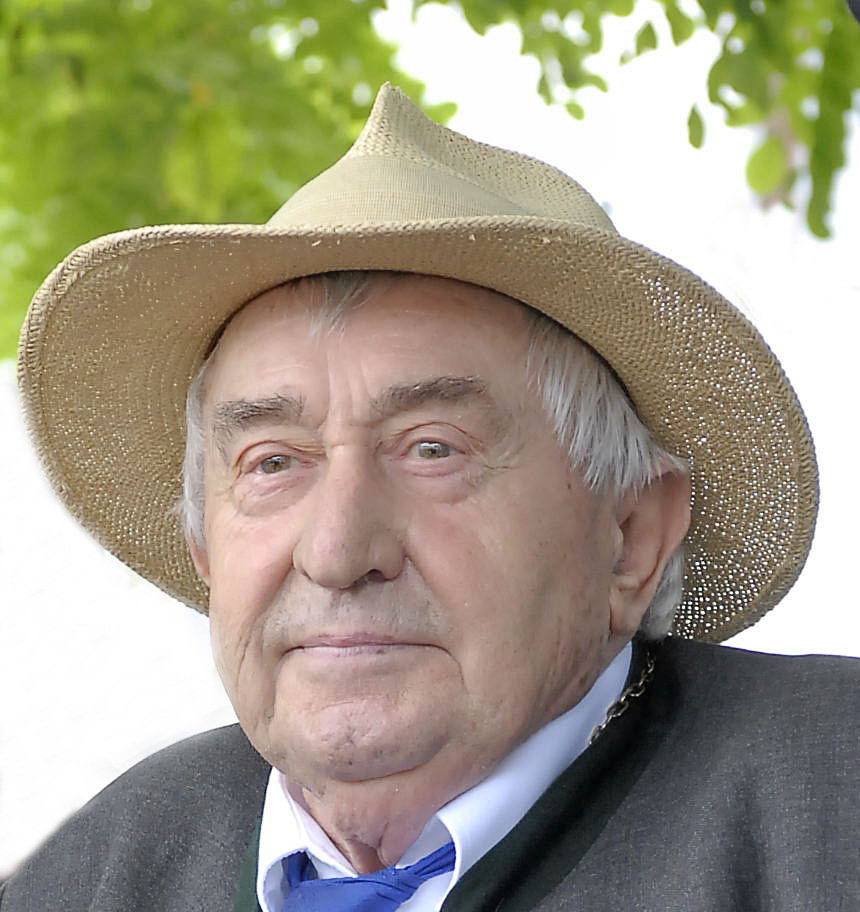
Georg Lohmeier (1926–2015)

- Lohmeier, Philipp (1648–1680), deutscher Mathematiker und Physiker
- Lohmer, Gerd (1909–1981), deutscher Architekt, Brückenbauer
- Lohmeyer, Bettina (* 1969), deutsche Schauspielerin
- Lohmeyer, Birgit (* 1958), deutsche Diplom-Pädagogin und Schriftstellerin
- Lohmeyer, Carl August Wilhelm (1824–1883), deutscher Architekt und Baubeamter
- Lohmeyer, Carl Leopold (1799–1873), deutscher Apotheker und Botaniker
- Lohmeyer, Daniela (* 1964), deutsche Synchronsprecherin und Schauspielerin
- Lohmeyer, Edward (1847–1927), deutscher Germanist und Bibliothekar
- Lohmeyer, Elsa Brünhild (1901–1994), deutsche Juristin
- Lohmeyer, Erich (1886–1966), deutscher Ingenieur
- Lohmeyer, Ernst (1890–1946), deutscher evangelischer TheologeErnst Lohmeyer (1890–1946)

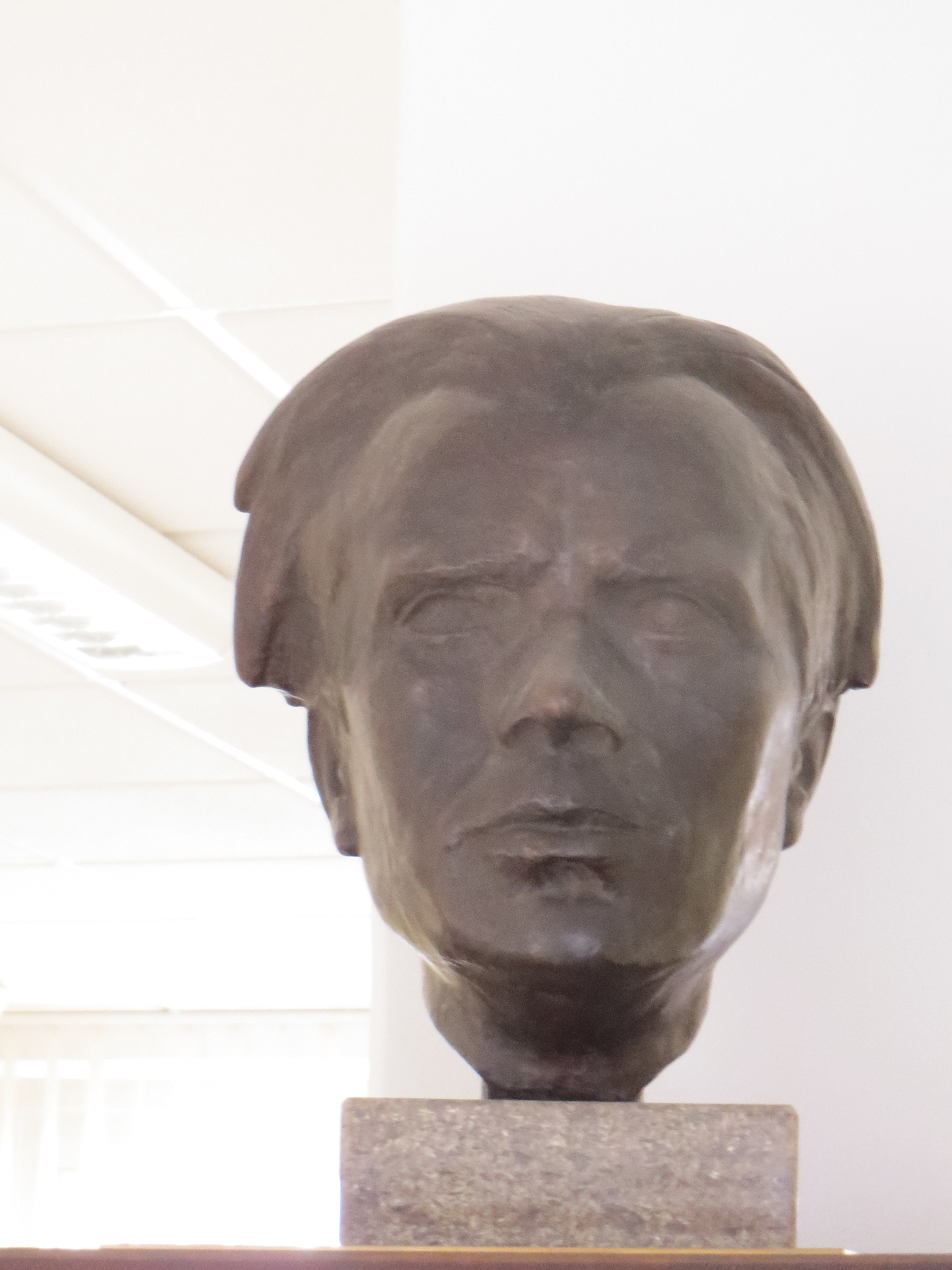
Ernst Lohmeyer (1890–1946)

- Lohmeyer, Ferdinand (1826–1911), deutscher Chirurg und Hochschullehrer
- Lohmeyer, Fritz (1890–1945), sozialdemokratischer Widerstandskämpfer in der „Sozialistischen Front“ in Hannover, Hauptverteiler der illegalen „Sozialistischen Blättern“
- Lohmeyer, Gerd (* 1945), deutscher Schauspieler und Regisseur
- Lohmeyer, Hans (1881–1968), deutscher Verwaltungsjurist und Oberbürgermeister
- Lohmeyer, Hans Joachim (1913–1980), deutscher Architekt
- Lohmeyer, Henno (* 1931), deutscher Journalist, Fernsehmoderator, Drehbuchautor und Buchautor
- Lohmeyer, Horst, deutscher Grundstückseigentümer
- Lohmeyer, Imke (* 1988), deutsche Fußballschiedsrichterin
- Lohmeyer, Johann Georg († 1680), deutscher Hochschullehrer und Rektor des Magdeburger Domgymnasiums
- Lohmeyer, Johann Karl Jacob (1776–1852), deutscher Militärarzt in Preußen
- Lohmeyer, Julius (1835–1903), deutscher Schriftsteller
- Lohmeyer, Karl (1832–1909), preußischer Historiker
- Lohmeyer, Karl (1868–1956), deutscher Lehrer und Heimatforscher in Cuxhaven
- Lohmeyer, Karl (1878–1957), deutscher Kunsthistoriker
- Lohmeyer, Peter (1911–2002), deutscher Kap Hoornier, Marineoffizier und Kapitän der Handelsmarine
- Lohmeyer, Peter (* 1962), deutscher SchauspielerPeter Lohmeyer (* 1962)

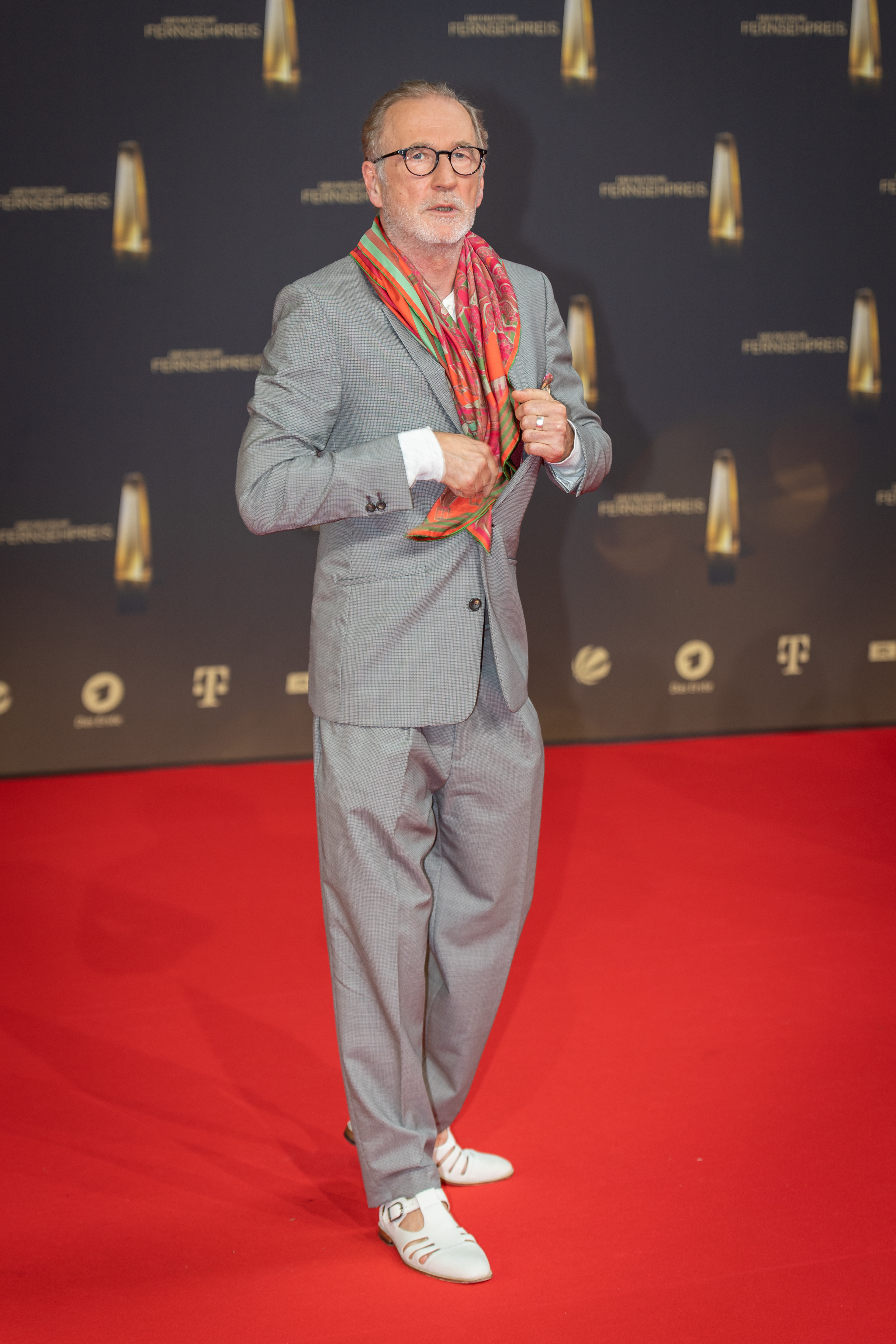
Peter Lohmeyer (* 1962)

- Lohmeyer, Robert (1879–1959), deutscher Fotochemiker und Pionier der Farbfotografie
- Lohmeyer, Till R. (* 1950), deutscher Schriftsteller, Übersetzer und Mykologe
- Lohmeyer, Walther (1890–1951), deutsch-schweizerischer Verleger
- Lohmeyer, Wilhelm (1912–2012), deutscher Gärtner und Biologe
- Lohmeyer, Wolfgang (1919–2011), deutscher Schriftsteller, Lektor und Schauspieler
- Lohmüller, Bernhard (1891–1952), deutscher Politiker (SPD), MdBB, MdB
- Lohmüller, Johannes (1830–1918), deutscher Porträt-Lithograf und später Fotograf
- Lohmuller, Martin Nicholas (1919–2017), US-amerikanischer römisch-katholischer Geistlicher, Weihbischof in Philadelphia
- Lohmüller, Otto (* 1943), deutscher Retuscheur, Autor von Pfadfinder-Abenteuerbüchern und Hobbymaler
- Lõhmus, Aivo (1950–2005), estnischer Schriftsteller und Kritiker
- Lõhmus, Lembit (* 1947), estnischer Grafiker, Kupferstecher, Holzschneider und Medailleur
- Lõhmus, Margit (* 1985), estnische Schriftstellerin und Künstlerin
- Lõhmus, Sven (* 1972), estnischer Musiker, Schlagerkomponist und Musikproduzent
- Lõhmus, Uno (1952–2024), estnischer Jurist

### Lohn
- Löhn, Heinz (* 1934), deutscher Diplomat, Botschafter der DDR
- Löhn, Johann (* 1936), deutscher Stiftungsvorsitzender
- Löhn, Johannes (1926–2022), deutscher Politiker (LDPD), MdV
- Löhn, Lars (* 1971), deutscher Filmkomponist
- Lohn, Ursula (* 1966), deutsche Fußballspielerin
- Lohn, Werner (* 1958), deutscher Politiker (CDU), MdL
- Löhn-Siegel, Anna (1830–1902), deutsche Frauenrechtlerin, Schriftstellerin und Königliche Hofschauspielerin
- Löhndorff, Ernst Friedrich (1899–1976), deutscher Schriftsteller
- Löhne, Cornelia (* 1975), deutsche Botanikerin
- Lohneis, Hans (1895–1970), deutscher Fußballspieler
- Lohner, Albert (1809–1854), Schweizer Politiker und Unternehmer
- Löhner, Albert (1948–2021), bayerischer Kommunalpolitiker; Landrat des Landkreises Neumarkt in der Oberpfalz
- Lohner, Alexander (* 1961), deutscher Philosoph und Romancier
- Lohner, Alfred (1898–1983), österreichischer Industrieller
- Lohner, Alfred (1900–1990), Schweizer Schauspieler, Hörspielsprecher und Rezitator
- Lohner, Carl Friedrich Ludwig (1786–1863), Schweizer Politiker und Historiker, Regierungsrat Bern
- Lohner, Chris (* 1943), österreichische Journalistin, Autorin, Moderatorin, Kabarettistin und Schauspielerin
- Lohner, Danny (* 1970), US-amerikanischer Musiker
- Lohner, Edgar (1919–1975), deutscher Literaturhistoriker und Hochschullehrer
- Lohner, Emil (1865–1959), Schweizer Politiker (FDP)
- Lohner, Ernst (1901–1944), deutscher römisch-katholischer Geistlicher, Spiritaner und Märtyrer
- Lohner, Erwin (* 1962), deutscher Verwaltungsbeamter
- Lohner, Helmuth (1933–2015), österreichischer Schauspieler und RegisseurHelmuth Lohner (1933–2015)

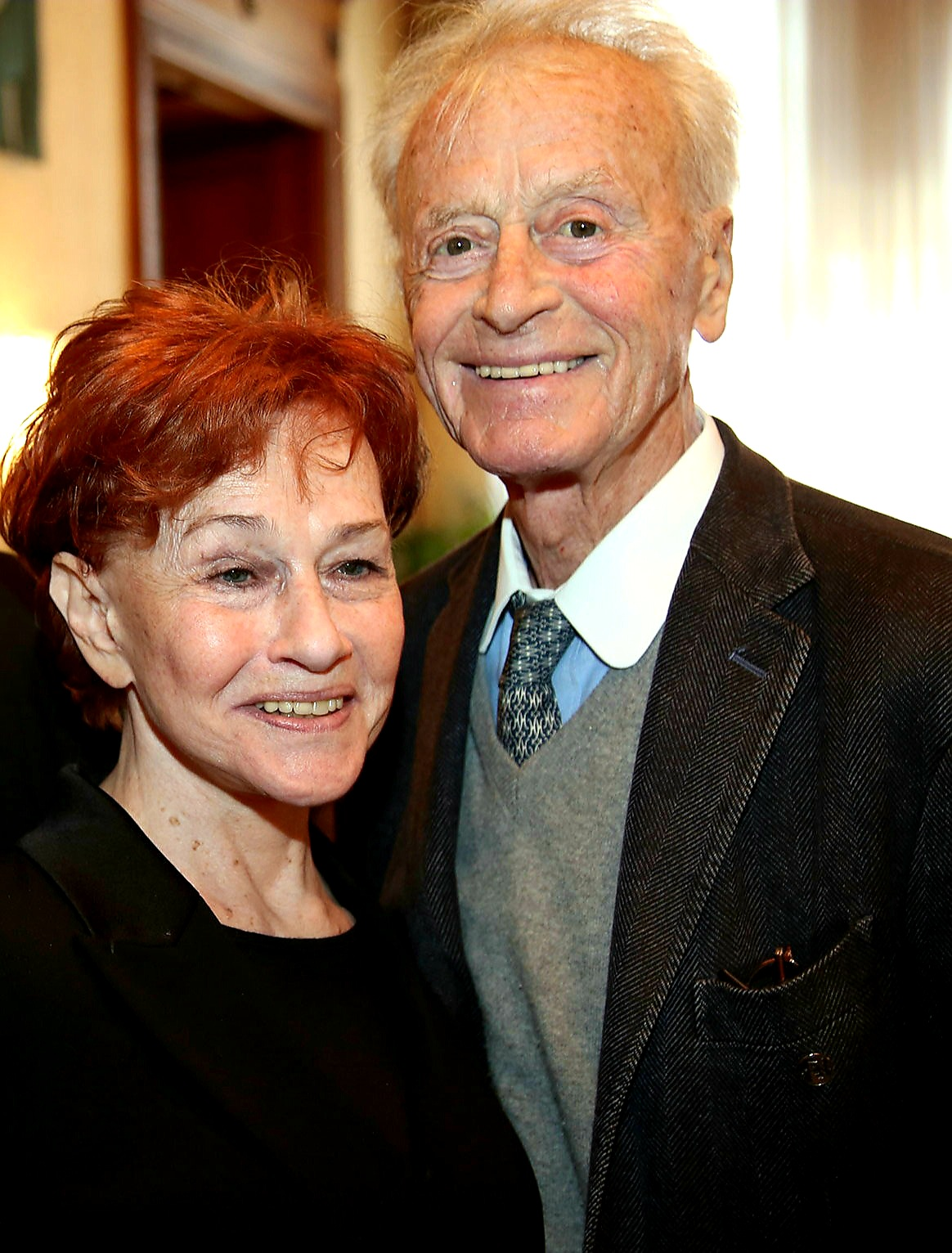
Helmuth Lohner (1933–2015)

- Lohner, Henning (* 1961), deutscher Komponist
- Löhner, Hermann von (1842–1902), österreichischer Dramatiker und Literaturhistoriker
- Lohner, Jakob (1821–1892), österreichischer Unternehmer
- Löhner, Johann (1645–1705), deutscher Komponist, Organist und Sänger
- Lohner, Josef († 1937), deutscher Motorradrennfahrer
- Löhner, Joseph (1767–1837), böhmischer Jurist und Landwirt
- Löhner, Kurt (1900–1978), deutscher Maschinenbauingenieur und Hochschulrektor
- Lohner, Ludwig (1858–1925), österreichischer Industrieller, Fahrzeugpionier und Politiker, Landtagsabgeordneter
- Löhner, Ludwig von (1812–1852), österreichischer Arzt, Dichter und Politiker
- Lohner, Peter (* 1962), deutscher Filmproduzent
- Lohner, Reny (1905–1981), österreichische Malerin und Bühnenbildnerin
- Löhner, Rudolf (1890–1971), österreichischer Bildhauer
- Lohner, Therese (* 1967), österreichische Schauspielerin
- Lohner, Tom (* 1982), österreichischer Grafikdesigner und Künstler
- Löhner-Beda, Fritz (1883–1942), österreichischer Librettist, Schlagertexter und SchriftstellerFritz Löhner-Beda (1883–1942)

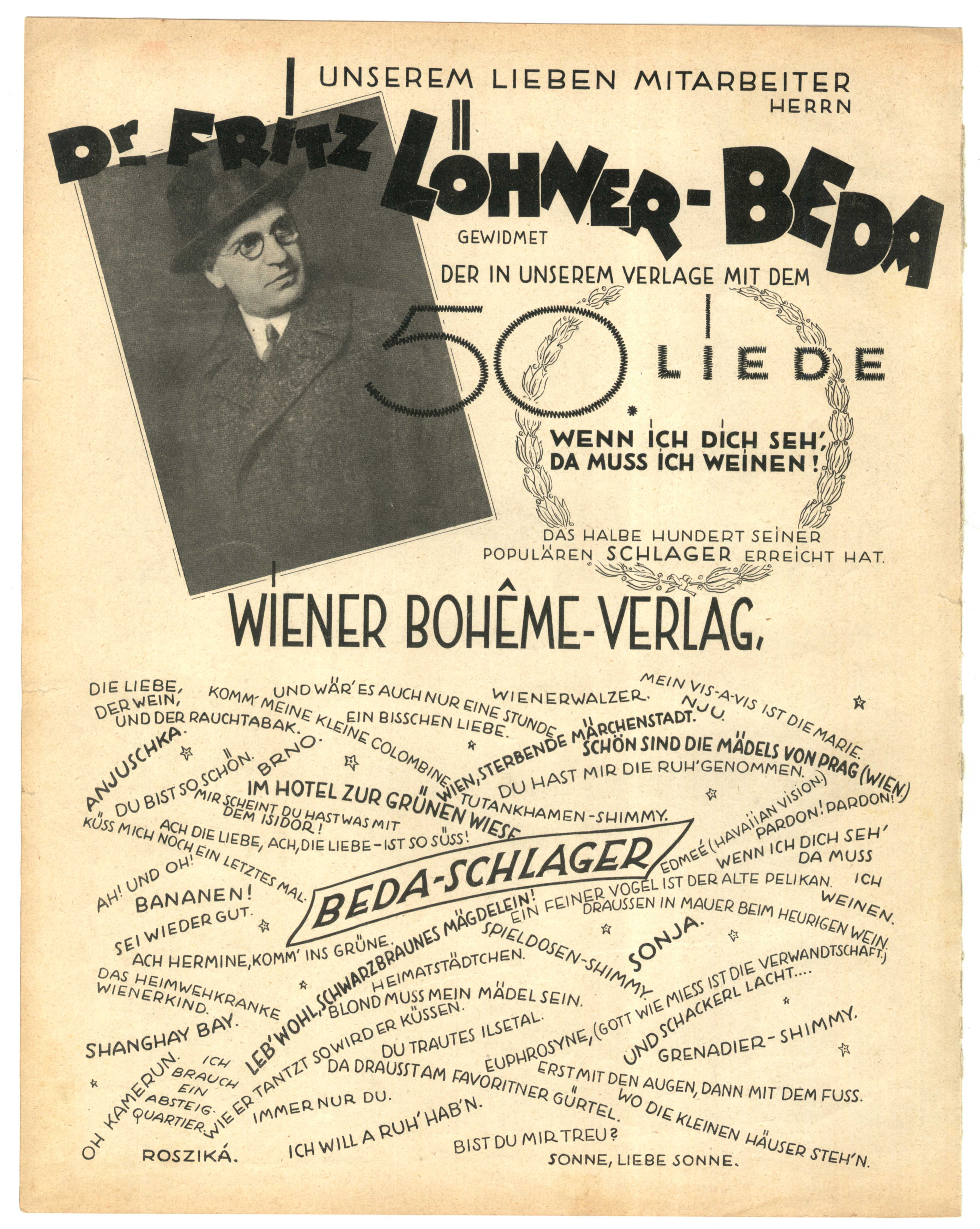
Fritz Löhner-Beda (1883–1942)

- Löhnert, Anton (1906–1975), deutscher SS-Untersturmführer
- Löhnert, August (1874–1941), deutscher Widerstandskämpfer gegen den Nationalsozialismus
- Löhnert, Bärbel (* 1942), deutsche Leichtathletin und mehrfache DDR-Meisterin im Weitsprung und im Mehrkampf
- Löhnert, Eduard (1872–1937), tschechoslowakischer Politiker
- Lohnert, Gabriele, deutsche Filmproduzentin
- Löhnert, Heidi, Stadträtin von Deggendorf und Trägerin des Bundesverdienstkreuzes
- Lohnert, Karl Julius (1885–1944), deutscher Astronom und Psychologe
- Löhnert, Timo (* 1969), deutscher Fußballspieler
- Lohnes, Manolo (* 1943), deutscher Flamenco-Gitarrist
- Löhneysen, Carl August von (1766–1827), Mitglied der Reichsstände im Königreich Westphalen
- Löhneysen, Georg Engelhard von (1552–1622), braunschweigischer Berghauptmann, Stallmeister, Verleger, Schriftsteller und Plagiator
- Löhneysen, Hilbert von (* 1946), deutscher Physiker
- Löhneysen, Wolfgang von (1917–2004), deutscher Kunsthistoriker
- Löhnig, Inge (* 1957), deutsche Schriftstellerin
- Löhnig, Martin (* 1971), deutscher Rechtswissenschaftler und Hochschullehrer
- Löhning, Bernd (* 1944), deutscher Jurist und Staatssekretär
- Löhning, Thomas (* 1973), deutscher Maler, Grafiker und Illustrator
- Lohninger, Elisabeth (* 1970), österreichische Jazzsängerin
- Lohninger, Josef (1866–1926), österreichischer Geistlicher, Rektor des Collegio Teutonico di Santa Maria dell’Anima
- Lohninger, Mario (* 1973), österreichischer Koch, Gastronom und KochbuchautorMario Lohninger (* 1973)

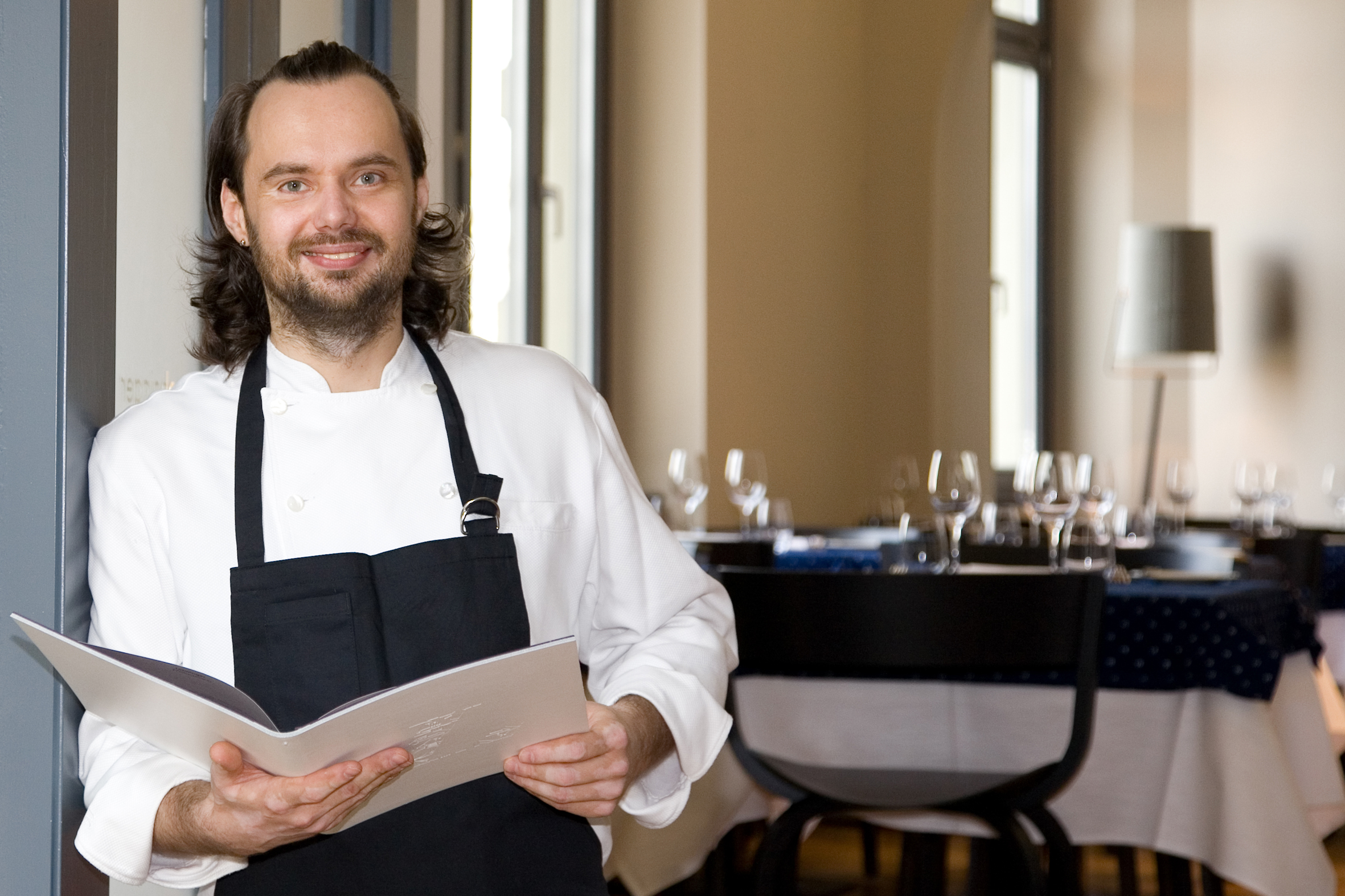
Mario Lohninger (* 1973)

- Lohninger, Mathias (1818–1882), österreichischer Politiker
- Löhnis, Felix (1874–1930), deutscher Agrarbakteriologe
- Löhnis, Jonathan Michael Athanasius (1788–1855), deutscher katholischer Geistlicher, Theologe und Hochschullehrer

### Loho
- Lohöfener, Ernst (1874–1964), deutscher Fotograf
- Lohöfener, Manfred (* 1956), deutscher Ingenieur und Professor für Mechatronische Systeme
- Lohoff, Florian (* 1988), deutscher Musiker
- Lohoff, Julia (* 1994), deutsche Tennisspielerin
- Loholm, Carl (1795–1880), deutscher evangelisch-lutherischer Geistlicher und Veteran der Befreiungskriege
- Lohow, Anton (* 1984), ukrainischer Künstler

### Lohr
- Löhr, Adam (1889–1938), deutscher Kommunist und im Arbeitersport aktiv
- Löhr, Adolf (1889–1978), deutscher Buchhändler und Schriftsteller
- Löhr, Aemiliana (1896–1972), deutsche Benediktinerin
- Löhr, Alexander (1885–1947), österreichischer Generaloberst der deutschen WehrmachtAlexander Löhr (1885–1947)

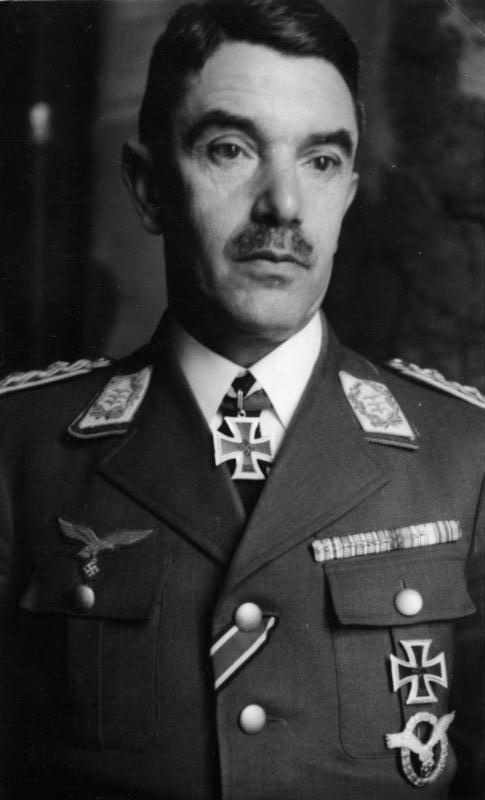
Alexander Löhr (1885–1947)

- Löhr, Anna (1870–1955), deutsche Malerin, Zeichnerin und Grafikerin
- Löhr, Anton (1871–1954), deutscher Verwaltungsjurist und Reichsbahndirektor
- Lohr, August (1842–1920), österreichisch-mexikanischer Landschafts- und Panoramamaler
- Löhr, Bernd (* 1962), deutscher Regisseur und Kameramann
- Löhr, Berthold (1920–1984), deutscher Chirurg und Hochschullehrer
- Lohr, Charles H. (1925–2015), US-amerikanischer Theologe und Jesuit
- Lohr, Christian (* 1962), Schweizer Politiker (CVP)
- Lohr, Christian (* 1967), deutscher Biologe
- Löhr, Christian (* 1972), deutscher Geistlicher
- Löhr, Christiane (* 1965), deutsche Künstlerin
- Löhr, Clemens (* 1968), deutscher Schauspieler
- Löhr, Conrad Eduard (1813–1890), deutscher Jurist und Politiker
- Lohr, Damian (* 1993), deutscher Politiker (AfD), MdL
- Löhr, Dieter (* 1936), deutscher Fechter und Olympiateilnehmer
- Lohr, Dieter (* 1965), deutscher Schriftsteller und Hörbuch-Verleger
- Löhr, Dirk (* 1964), deutscher Wirtschaftswissenschaftler
- Löhr, Eberhard (1928–2014), deutscher Radiologe und Strahlenforscher
- Löhr, Eberhard Heinrich (1725–1798), deutscher Bankier und Ratsherr
- Löhr, Egid von (1784–1851), deutscher Jurist und Hochschullehrer
- Lohr, Ellen (* 1965), deutsche AutomobilrennfahrerinEllen Lohr (* 1965)

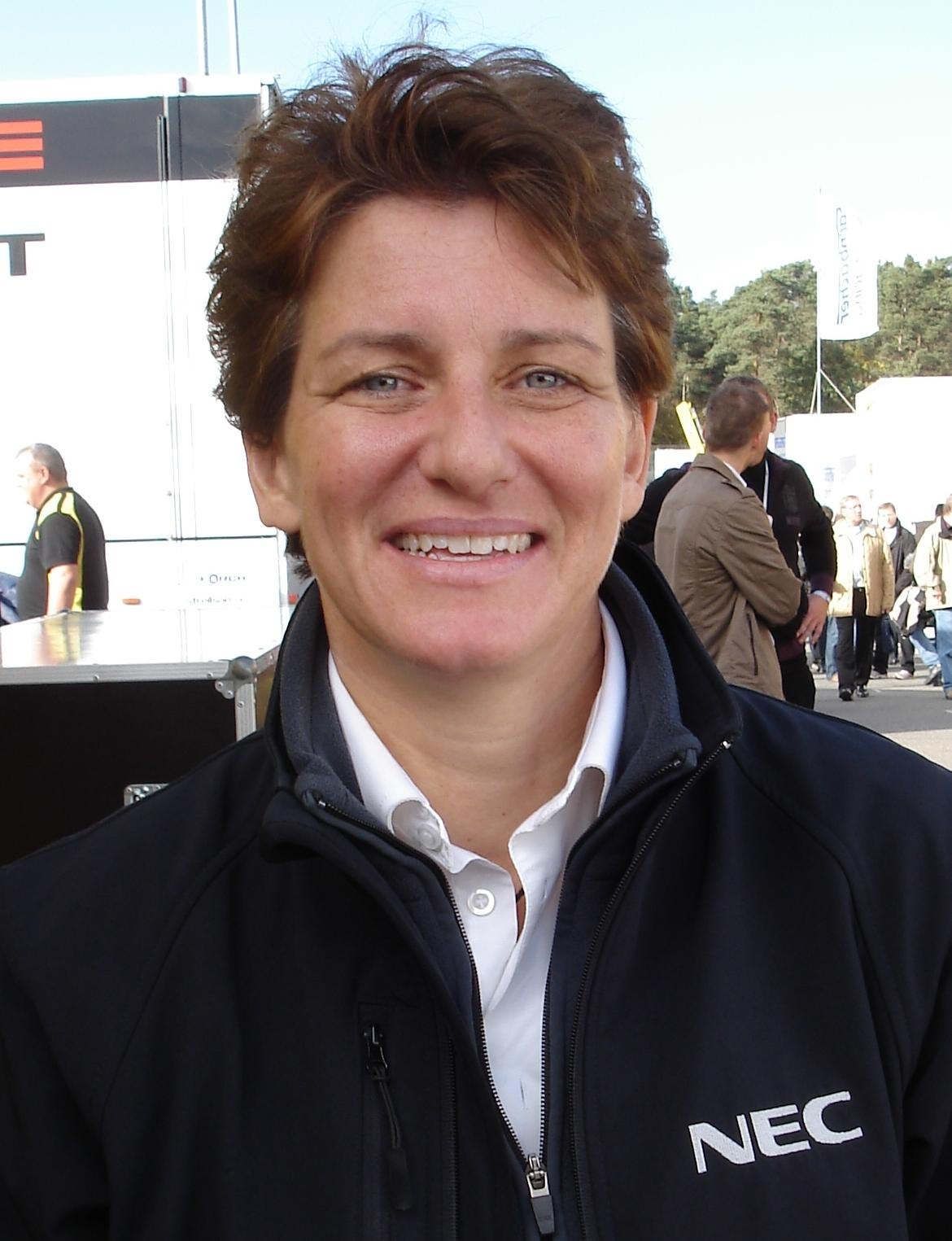
Ellen Lohr (* 1965)

- Löhr, Emil Ludwig (1809–1876), deutscher Landschaftsmaler und früher Photograph
- Lohr, Erwin (1880–1951), österreichischer Physiker
- Lohr, Ferenc (1904–1994), ungarischer Filmtontechniker
- Löhr, Frank (* 1966), deutscher Handballspieler und -trainer
- Löhr, Frank (* 1971), deutscher Pianist, Komponist und Dirigent
- Löhr, Franz (1874–1918), deutscher Bildhauer und Goldschmied
- Löhr, Franz Conrad († 1812), deutscher Porträtmaler
- Löhr, Friedrich Ludwig, deutscher Diplomat
- Löhr, Gabriel Maria (1877–1961), deutscher römisch-katholischer Theologe
- Löhr, Gebhard (* 1958), deutscher evangelischer Theologe
- Lohr, Georg (1861–1945), deutscher Architekt und preußischer Baubeamter
- Löhr, Guido (* 1966), deutscher Extremsportler und Buchautor
- Löhr, Hannes (1942–2016), deutscher Fußballspieler und -trainerHannes Löhr (1942–2016)

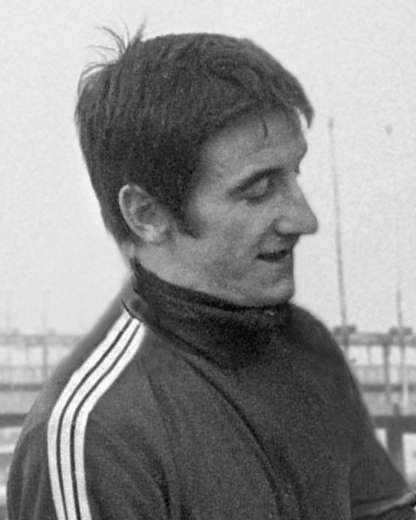
Hannes Löhr (1942–2016)

- Löhr, Hanns (1891–1941), deutscher Internist, Nationalsozialist und Hochschullehrer
- Löhr, Hanns (1892–1982), deutscher Komponist
- Löhr, Hanns Christian (* 1961), deutscher Historiker
- Löhr, Hans (1896–1961), Kommunarde, Lehrer, Emigrant, Leiter der Werkstatt einer Leprastation im peruanischen Urwald
- Löhr, Hans-Albrecht (1922–1942), deutscher Theater- und Filmschauspieler
- Löhr, Herma, österreichische Tischtennisspielerin
- Löhr, Hermut (* 1963), deutscher evangelischer Theologe und Neutestamentler
- Löhr, Hilde (1897–1998), deutsche Fotografin
- Löhr, Holger (* 1970), deutscher HandballspielerHolger Löhr (* 1970)

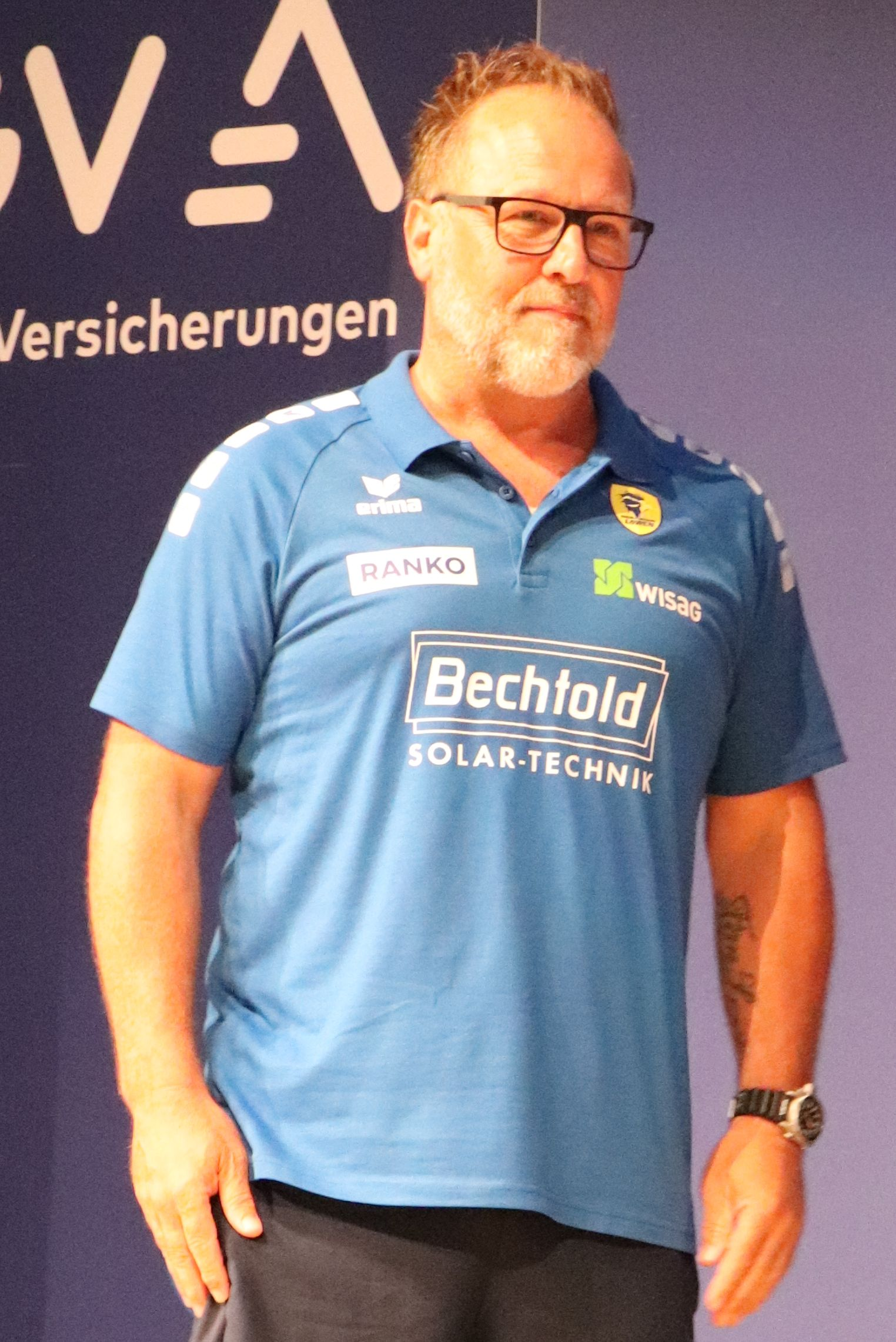
Holger Löhr (* 1970)

- Lohr, Horst (* 1938), deutscher Motorsportler
- Lohr, Ina (1903–1983), niederländisch-schweizerische Violinistin, Kirchenmusikerin, Komponistin, Musikpädagogin und Autorin
- Löhr, Isabella (* 1977), deutsche Historikerin
- Lohr, Jakob (* 2002), österreichischer Basketballspieler
- Löhr, Joachim (1951–2009), deutscher Orthopäde und Hochschullehrer
- Löhr, Johann (1772–1841), nassauischer Politiker
- Löhr, Johann Andreas Christian (1764–1823), deutscher evangelischer Theologe, Jugend- und pädagogischer Schriftsteller
- Lohr, Johannes (1875–1941), protestantischer Pfarrer, Widerstandskämpfer gegen den Nationalsozialismus
- Löhr, Jonny (1899–1967), deutscher Politiker (NDPD), MdV
- Löhr, Jörg (* 1961), deutscher Handballspieler und Wirtschaftsberater
- Löhr, Joseph (1878–1956), deutscher römisch-katholischer Theologe und Kirchenrechtler
- Löhr, Julia (1877–1927), Schwester von Heinrich und Thomas MannJulia Löhr (1877–1927)

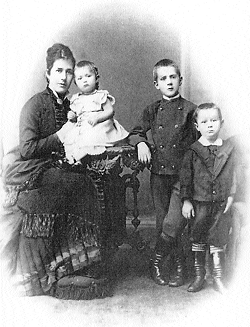
Julia Löhr (1877–1927)

- Lohr, Julius (1850–1921), deutscher Kleintierzüchter und Fachbuchautor
- Lohr, Karin (* 1954), deutsche Soziologin und Hochschullehrerin an der Humboldt-Universität zu Berlin
- Lohr, Kinga (* 1969), deutsche Tischtennisspielerin
- Lohr, Marie (1890–1975), britische Bühnenschauspielerin und Filmschauspielerin
- Löhr, Mario (* 1971), deutscher Politiker (SPD)
- Löhr, Markus (* 1963), deutscher Gitarrist, Keyboarder, Songwriter und Produzent
- Löhr, Marlene (* 1985), deutsche Politikerin (Bündnis 90/Die Grünen)
- Löhr, Max (1864–1931), deutscher evangelischer Theologe und Judaist
- Löhr, Mechthild (* 1960), deutsche Politikerin (CDU) und Personalberaterin
- Lohr, Michael (1591–1654), deutscher Komponist
- Lohr, Otto (* 1847), österreichischer Schriftsteller
- Löhr, Otto (1900–1989), deutscher Automobilrennfahrer
- Löhr, Paul (* 2001), deutscher Fußballtorhüter
- Löhr, Peter (1937–2018), deutscher Jurist, Heimatchronist und Redaktionsleiter
- Löhr, Peter (* 1959), deutscher Fußballspieler
- Lohr, Robert (* 1967), deutscher SchauspielerRobert Lohr (* 1967)

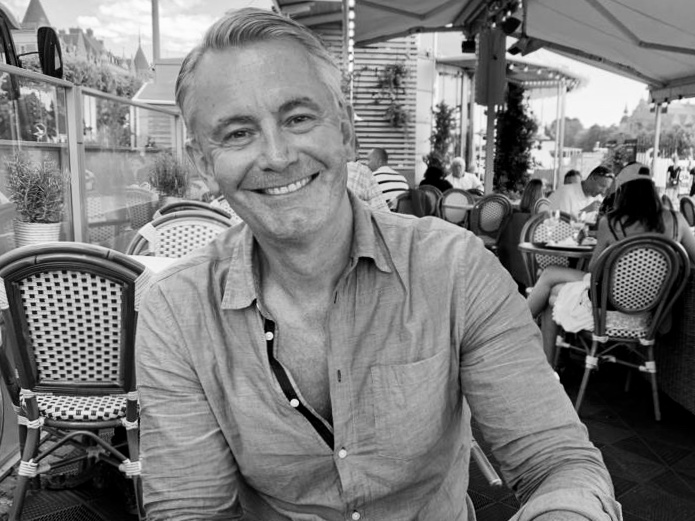
Robert Lohr (* 1967)

- Löhr, Robert (* 1973), deutscher Autor, Schauspieler, Journalist und Puppenspieler
- Löhr, Rudolf (1885–1945), deutscher Politiker (SPD) und Minister
- Lohr, Siegfried (1935–2017), deutscher Architekt, Zeichner und Aquarellmaler
- Löhr, Silke (* 1966), deutsche Dirigentin, Orchester- und Chorleiterin
- Löhr, Stefanie (* 1979), deutsche Fußballspielerin
- Löhr, Stefanie (* 1982), deutsche Fußballspielerin
- Lohr, Stephan (1950–2024), deutscher Literaturwissenschaftler
- Lohr, Stephanie (* 1983), deutsche Politikerin (CDU), MdL
- Löhr, Thomas (* 1952), deutscher Geistlicher, römisch-katholischer Weihbischof im Bistum Limburg
- Lohr, Vera (* 1950), deutsche Schauspielerin, Hörspiel- und Hörbuchsprecherin
- Löhr, Walter (1911–1976), deutscher Politiker (CDU), MdB, MdEP
- Lohr, Werner (* 1949), deutscher Moderator und Jazzmusiker
- Lohr, Wilhelm (1839–1906), deutscher evangelischer Theologe und Generalsuperintendent
- Löhr, Wilhelm (1859–1929), deutscher Theologe und Buchautor
- Lohr, Wilhelm (1871–1943), preußischer Verwaltungsjurist und Landrat
- Löhr, Wilhelm (1889–1941), deutscher Chirurg
- Löhr, Willi (* 1947), deutscher Fußballspieler
- Löhr, Winrich (* 1961), deutscher Kirchen- und Dogmenhistoriker
- Löhr, Wolfgang (* 1968), deutscher Musiker, Verleger und Autor
- Lohrberg, August (1860–1936), deutscher Politiker und Gewerkschafter
- Lohrberg, Frank (* 1964), deutscher Landschaftsarchitekt
- Lohre, Günther (1953–2019), deutscher Leichtathlet
- Lohre, Hans-Joachim, deutscher Geistlicher und Missionar
- Lohre, Matthias (* 1976), deutscher Journalist und Publizist
- Lohren, Arnold (1836–1901), deutscher Textilfabrikant und Politiker, MdR
- Lohrengel, Erwin (1908–1959), deutscher Politiker (SPD), MdA
- Lohrengel, Felix (* 1982), deutscher Schauspieler
- Lohrengel, Fritz, deutscher Fußballspieler
- Lohrengel, Hans Otto (* 1953), deutscher Bildhauer und Fotokünstler
- Lohrengel, Manfred (1937–2006), deutscher Bildhauer in Bremen
- Lohrer, Anke (* 1969), deutsche Künstlerin
- Lohrer, Aurélien (* 1981), französischer Freestyle-Skier
- Löhrer, Dario (* 1993), Schweizer Unihockeyspieler
- Löhrer, Frieder (* 1956), deutscher Ingenieur und Industriemanager
- Lohrer, Friederike (* 1982), deutsche Schauspielerin
- Löhrer, Guido (* 1960), deutscher Philosoph und Hochschullehrer
- Lohrer, Heini (1918–2011), Schweizer Eishockeyspieler
- Lohrer, Johannes (* 1983), deutscher Leichtathlet
- Lohrer, Lilli (1894–1968), deutsche Schauspielerin, Musikerin, Kabarettistin
- Löhrer, Magnus (1928–1999), Schweizer katholischer Dogmatiker
- Lohrer, Nikolai Iwanowitsch (1794–1873), russischer Major, Autor und Dekabrist
- Lohrer, Uwe (* 1940), deutscher Grafikdesigner und Hochschullehrer
- Lohrer, Werner (1917–1991), Schweizer Eishockeyspieler
- Lohrey, Andreas (1843–1924), deutscher Baumeister
- Löhrich, Max (1883–1957), deutscher Fotograf und Bildberichterstatter
- Lohrisch, Hans (1912–1971), deutscher NDPD-Funktionär, MdL, MdV
- Lohrisch, Hermann (1922–2015), deutscher Holzbildhauer, Zeichner und Aquarellmaler
- Lohrisch, Paul (* 1987), deutscher Volleyballspieler
- Lohrke-Farhatyar, Brigitte (1969–2008), deutsche Prähistorikerin
- Löhrl, Hans (1911–2001), deutscher Ornithologe und Verhaltensforscher
- Lohrmann, Adelgundis (1893–1974), Äbtissin von Lichtenthal
- Lohrmann, Christa (* 1961), deutsche Pflegewissenschafterin und Pflegeforscherin
- Lohrmann, Dietrich (* 1937), deutscher Historiker
- Lohrmann, Erich (* 1931), deutscher Physiker
- Lohrmann, Ernst Bernhard (1803–1870), deutscher Architekt in Finnland
- Lohrmann, Friedrich Anton, deutscher Maler in Danzig und Warschau
- Lohrmann, Klaus (* 1949), österreichischer Archivar und Historiker
- Lohrmann, Richard (1896–1970), deutscher Forstmann und Naturschützer
- Löhrmann, Sylvia (* 1957), deutsche Politikerin (Bündnis 90/Die Grünen), MdL
- Lohrmann, Theodor (1898–1971), deutscher Fußballtorhüter
- Lohrmann, Uwe (1936–2018), deutscher Komponist, Organist und Chorleiter
- Lohrmann, Waltraud (* 1925), deutsche Schauspielerin
- Lohrmann, Wilhelm Gotthelf (1796–1840), deutscher Geodät, Topograph, Astronom und Meteorologe
- Löhrs, Udo (* 1938), deutscher Pathologe
- Lohrum, Wolfgang (* 1965), deutscher Jurist und Schauspieler

### Lohs
- Lohs, Johannes (1889–1918), deutscher Marineoffizier und U-Boot-Kommandant im Ersten Weltkrieg
- Lohs, Karl, deutschsprachiger Schriftsteller
- Lohs, Karlheinz (1929–1996), deutscher Chemiker und Toxikologe
- Lohscheller, Michael (* 1968), deutscher Manager, CEO der Opel Automobile GmbHMichael Lohscheller (* 1968)

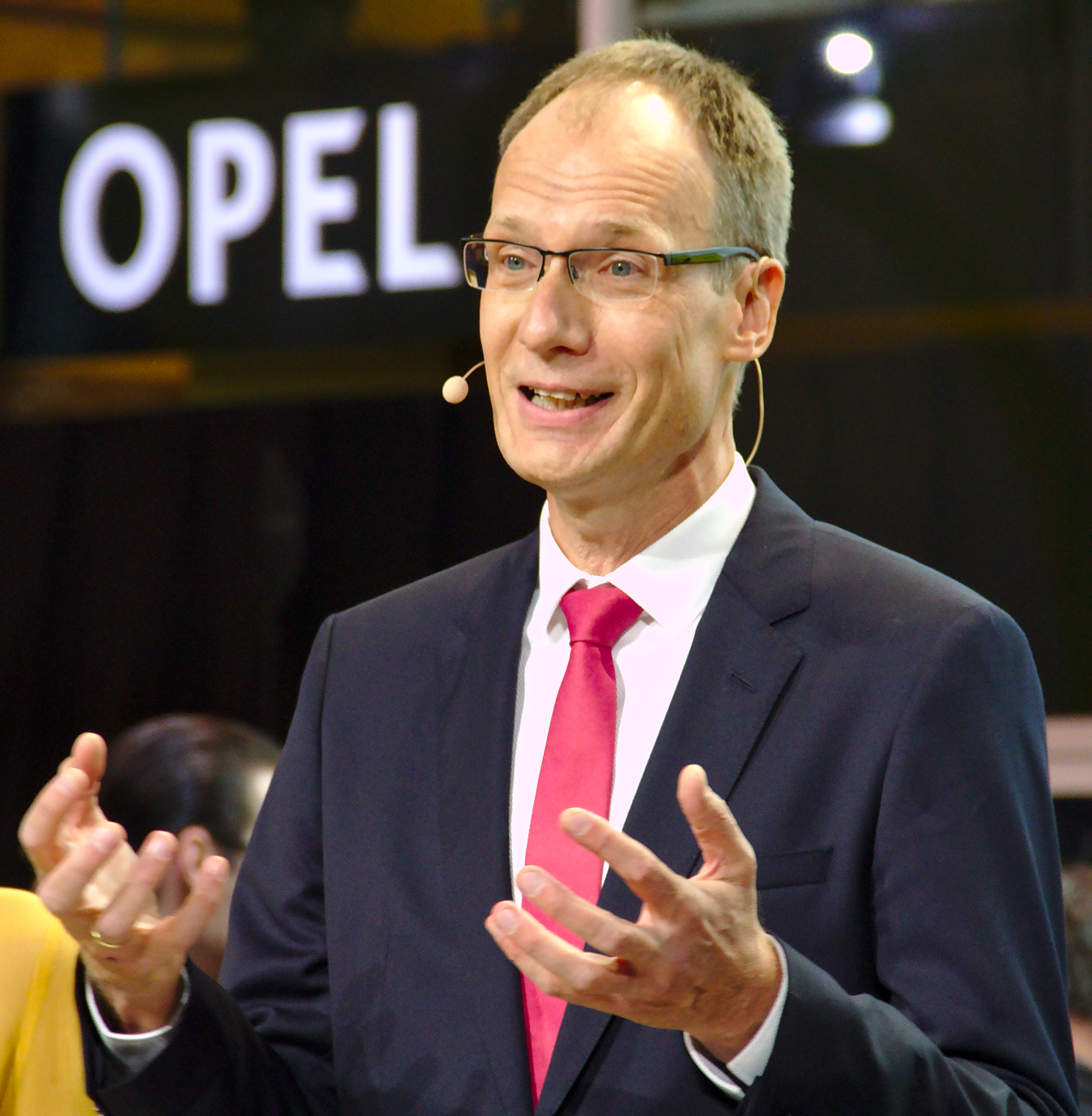
Michael Lohscheller (* 1968)

- Lohschmidt, Michael (* 1969), deutscher Biathlet und Trainer
- Lohschütz, Wolfram (* 1962), deutscher Geiger
- Lohse, Adolf (1807–1867), deutscher Architekt, preußischer Baubeamter, Schüler von Karl Friedrich Schinkel
- Lohse, Adolf (1902–1967), deutscher Ökonom und Industriemanager
- Lohse, Andrea (* 1964), deutsche Rechtswissenschaftlerin
- Lohse, Arthur, deutscher Motorradrennfahrer
- Lohse, Bernd (1911–1996), deutscher Fotograf, Bildreporter und Publizist
- Lohse, Bernhard (1928–1997), deutscher evangelischer Theologe und Professor für Kirchengeschichte an der Universität Hamburg
- Lohse, Bobby (* 1958), schwedischer Segler
- Lohse, Brigitte (* 1965), deutsche Volleyball- und Beachvolleyballspielerin
- Lohse, Bruno (1911–2007), deutscher Kunsthändler
- Lohse, Carl (1895–1965), deutscher Maler des ExpressionismusCarl Lohse (1895–1965)
- Lohse, Christian (* 1967), deutscher Koch

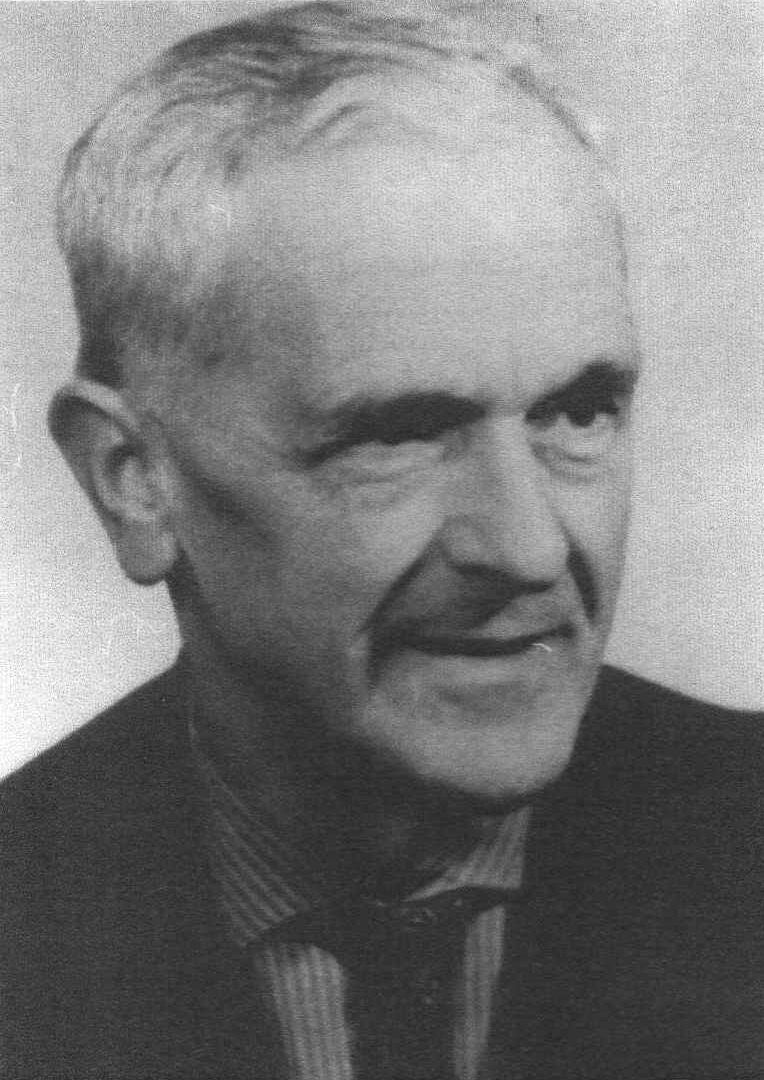
Carl Lohse (1895–1965)

- Lohse, Detlef (* 1963), deutscher Physiker
- Lohse, Dieter (* 1940), deutscher Verkehrswissenschaftler
- Lohse, Eckart (* 1963), deutscher Historiker, Journalist und Publizist
- Lohse, Eduard (1924–2015), deutscher evangelischer Theologe, lutherischer Bischof der Hannoverschen Landeskirche und Vorsitzender des Rats der Evangelischen Kirche in Deutschlands
- Lohse, Edward Mark (* 1961), US-amerikanischer Geistlicher, römisch-katholischer Bischof von Kalamazoo
- Lohse, Emil (1885–1949), deutscher Pädagoge, Kunsthistoriker, Volkskundler, Museumsleiter, Zeichner, Maler und Scherenschnittkünstler
- Lohse, Eva (* 1956), deutsche Juristin und Politikerin (CDU)
- Lohse, Eva Julia (* 1979), deutsche Rechtswissenschaftlerin und Hochschullehrerin
- Lohse, Federico (1912–1992), chilenischer Maler
- Lohse, Frank (1956–2015), deutscher Politiker (SPD), MdL, und Autor
- Lohse, Fred (1908–1987), deutscher Komponist und Musikpädagoge
- Lohse, Friedrich (1872–1931), deutscher Rechtsanwalt und Politiker (DVP)
- Lohse, Gerhart (1914–2001), deutscher Bibliothekar und Germanist
- Lohse, Günter (1934–2009), deutscher Opernregisseur
- Lohse, Gustav (1911–1999), deutscher Filmeditor und Drehbuchautor
- Lohse, Gustav Adolf (1910–1994), deutscher Zahnarzt und Koleopterologe
- Lohse, Hartwig (1926–1995), deutscher Bibliothekar
- Lohse, Heinz (* 1928), deutscher Mathematiker und Erziehungswissenschaftler
- Lohse, Hermann (1815–1893), deutscher Bauingenieur und preußischer Baubeamter
- Lohse, Hinrich (1896–1964), deutscher Politiker (NSDAP), MdR, MdLHinrich Lohse (1896–1964)

Hinrich Lohse (1896–1964)

- Lohse, Horst (* 1943), deutscher Komponist
- Lohse, Ingelore (* 1945), deutsche Leichtathletin
- Lohse, J. Gerhard (1851–1941), deutsch-britischer Astronom
- Lohse, Joachim (* 1958), deutscher Politiker (Bündnis 90/Die Grünen)
- Lohse, Johann Gottfried (1740–1810), deutscher Baumeister
- Lohse, Johann Traugott (1760–1836), deutscher Architekt, Pionier im sächsischen Kirchen- und Fabrikbau
- Lohse, Jonas (* 1970), deutscher Autor, Grafiker und Jazzmusiker (Kontrabass, Gitarre)
- Lohse, Karin, deutsche Fechterin
- Lohse, Kurt (1892–1958), deutscher Maler und Opernsänger
- Lohse, Manfred (* 1948), deutscher Wasserbauingenieur
- Lohse, Marleen (* 1984), deutsche SchauspielerinMarleen Lohse (* 1984)

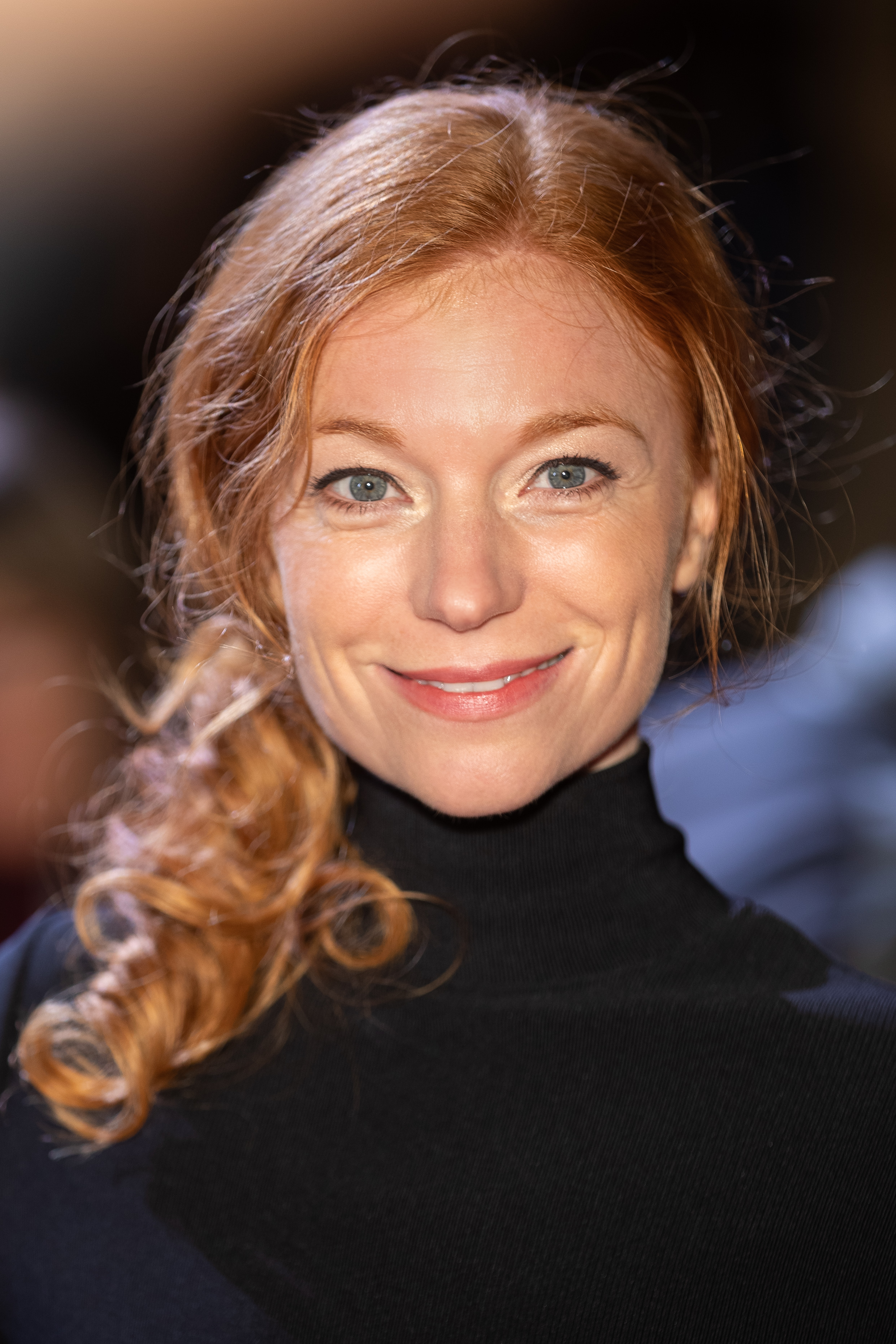
Marleen Lohse (* 1984)

- Lohse, Martin (* 1956), deutscher Humanmediziner
- Lohse, Otto (1858–1925), deutscher Dirigent und Komponist
- Lohse, Paul (1875–1949), deutscher Tischlermeister und Politiker (DSP, DNVP)
- Lohse, Reinhold (1878–1964), deutscher Straßenmusikant und Original der Stadt Halle (Saale)
- Lohse, René (* 1973), deutscher Eiskunstläufer
- Lohse, Richard Paul (1902–1988), Schweizer Maler und Künstler
- Lohse, Rolf (* 1931), deutscher Fußballspieler (DDR)
- Lohse, Rudolf, deutscher Kaufmann und Verleger von Ansichtskarten
- Lohse, Rudolf (1904–1944), deutscher SS-Brigadeführer
- Lohse, Sebastian (* 1978), deutscher Musiker, Sänger und Komponist
- Lohse, Selma (1883–1937), deutsche Politikerin (SPD), MdR
- Lohse, Stephan (* 1964), deutscher Schauspieler und Schriftsteller
- Lohse, Thomas (* 1956), deutscher Physiker
- Lohse, Timm (* 1939), deutscher evangelischer Pfarrer im Ruhestand und Autor
- Lohse, Ute (1941–2022), deutsche Künstlerin
- Lohse, Werther (* 1950), deutscher Rockmusiker
- Lohse, Wilhelm Ludwig von († 1753), deutscher Hofbeamter sowie Rittergutsbesitzer
- Lohse, Wilhelm Oswald (1845–1915), deutscher Astronom
- Lohse, Wolfgang (* 1928), deutscher Schauspieler, Synchron- und Hörspielsprecher
- Lohse-Wächtler, Elfriede (1899–1940), deutsche Malerin der AvantgardeElfriede Lohse-Wächtler (1899–1940)

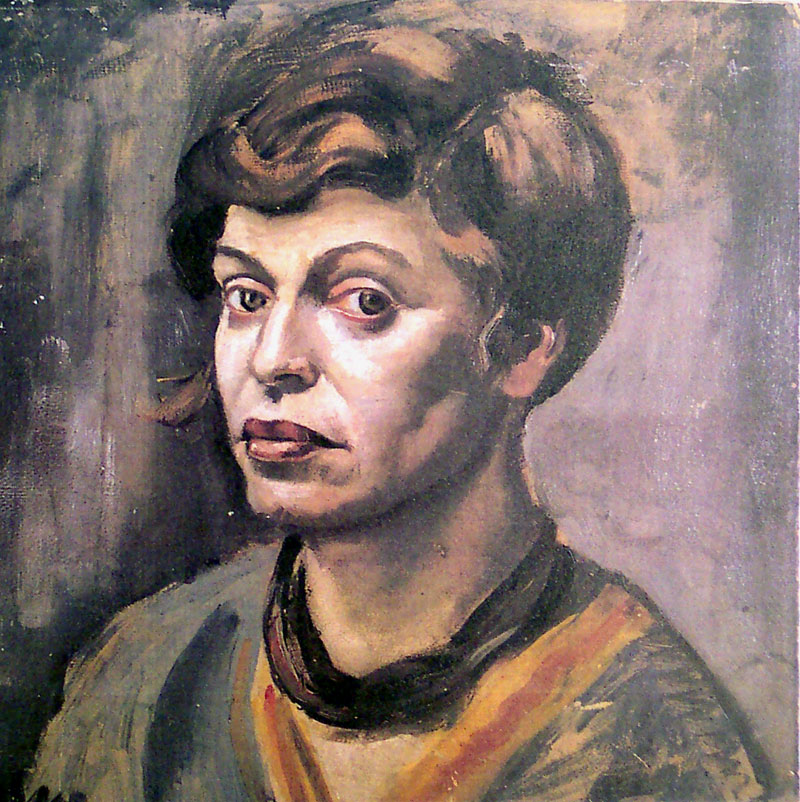
Elfriede Lohse-Wächtler (1899–1940)

- Lohsing, Ernst (1878–1942), österreichischer Rechtsanwalt und Rechtswissenschaftler
- Lohß, Hedwig (1892–1986), deutsche Schriftstellerin
- Lohsse, Sebastian (* 1977), deutscher Rechtswissenschaftler und Hochschullehrer
- Lohstöter, Heinrich († 1830), Königlich Hannoverscher Flöten- und Klarinetten- und Orgelbauer

### Loht
- Lohtander, Oiva (* 1942), finnischer Schauspieler

### Lohu
- Lohuis, Juliët (* 1996), niederländische Volleyballspielerin
- Lohutij, Abulqossim (1887–1957), iranisch-tadschikischer Dichter

### Lohw
- Lohwasser, Angelika (* 1967), österreichische Ägyptologin und Sudanarchäologin
- Lohwasser, Gerd (1941–2016), deutscher Politiker (CSU)
- Lohwasser, Kurt P. (1922–1999), deutscher Maler und Grafiker
- Lohweg, Volker (* 1960), deutscher Ingenieur und Professor für Bildverarbeitung und Informationsfusion an der Technischen Hochschule Ostwestfalen-Lippe
- Lohwin, Aleh (* 1959), sowjetischer Radsportler und Olympiasieger
- Lohwynenko, Alina (* 1990), ukrainische Sprinterin
- Lohwynenko, Bohdan (* 1988), ukrainischer Schriftsteller, Journalist, Fernsehmoderator, Literaturkritiker und Redakteur
- Lohwynenko, Oleksij (1946–2016), ukrainischer Übersetzer

### Lohy
- Lohyňa, Jozef (* 1963), tschechoslowakischer bzw. slowakischer Ringer